# Liste der Biografien/Neum
Liste der Biografien |
Portal Biografien |
Personensuche
# |
A |
B |
C |
D |
E |
F |
G |
H |
I |
J |
K |
L |
M |
N |
O |
P |
Q |
R |
S |
T |
U |
V |
W |
X |
Y |
Z |
?
 
Na |
Nb |
Nc |
Nd |
Ne |
Nf |
Ng |
Nh |
Ni |
Nj |
Nk |
Nl |
Nm |
Nn |
No |
Nr |
Ns |
Nt |
Nu |
Nv |
Nw |
Nx |
Ny |
Nz
 
Nea |
Neb |
Nec |
Ned |
Nee |
Nef |
Neg |
Neh |
Nei |
Nej |
Nek |
Nel |
Nem |
Nen |
Neo |
Nep |
Ner |
Nes |
Net |
Neu |
Nev |
New |
Nex |
Ney |
Nez
 
Neub |
Neuc |
Neud |
Neue |
Neuf |
Neug |
Neuh |
Neui |
Neuj |
Neuk |
Neul |
Neum |
Neun |
Neup |
Neur |
Neus |
Neut |
Neuv |
Neuw |
Neuy |
Neuz
Die Liste der Biografien führt alle Personen auf, die in der deutschsprachigen Wikipedia einen Artikel haben. Dieses ist eine Teilliste mit 666 Einträgen von Personen, deren Namen mit den Buchstaben „Neum“ beginnt.

## Neum
- Neum, Walter (1902–1976), deutscher Politiker (NSDAP), Bürgermeister von Swinemünde

### Neuma

#### Neumah
- Neumahr, Uwe (* 1972), deutscher Literaturwissenschaftler und Schriftsteller

#### Neumai
- Neumaier, Albert (1912–1983), deutscher Pfarrer und Widerstandskämpfer gegen den Nationalsozialismus
- Neumaier, Ferdinand (1890–1969), deutscher Komponist
- Neumaier, Ferdinand (1905–1999), deutscher Geologe
- Neumaier, Georg (* 1966), österreichischer Ringer des Vereins AC-Wals
- Neumaier, Josef (* 1958), deutscher Sportschütze
- Neumaier, Karl (1873–1947), bayerischer Staatsminister der Finanzen
- Neumaier, Kathrin (* 1985), deutsche Volleyballspielerin
- Neumaier, Markus (* 1965), deutscher Schauspieler
- Neumaier, Michael (* 1958), deutscher Facharzt für Laboratoriumsmedizin und Klinischer Chemiker
- Neumaier, Otto (* 1951), österreichischer Philosoph
- Neumaier, Peter (* 1967), deutscher Leichtathlet
- Neumaier, Robert (1885–1959), deutscher Fußballspieler
- Neumaier, Thomas (* 1948), deutscher Konzeptkünstler
- Neumaier-Süngüoğlu, Sinan (* 1990), österreichisch-türkischer Fußballspieler
- Neumair von Ramsla, Johann Wilhelm (1572–1641), deutscher Militärhistoriker, Reiseschriftsteller und früher Nationalökonom
- Neumair, Georg († 1472), Propst des Stifts Rottenbuch
- Neumair, Gottlieb (* 1939), deutscher Ringer
- Neumair, Josef (1877–1960), österreichischer Lehrer, Schriftsteller, Germanist, Literaturkritiker, Klassischer Philologe, Gräzist
- Neumair, Peter (* 1950), deutscher Ringer

#### Neuman
- Neuman, Alois (1901–1977), tschechoslowakischer Politiker
- Neuman, Andrés (* 1977), argentinisch-spanischer Schriftsteller, Dichter, Übersetzer und Essayist
- Neuman, Clasine (1851–1908), niederländische Malerin
- Neuman, Friedrich August (1805–1881), deutscher Unternehmer
- Neuman, Fritz (1868–1935), deutscher Ingenieur und Unternehmer
- Neuman, Johan Heinrich (1819–1898), niederländischer Porträt- und Miniaturmaler sowie Lithograf
- Neuman, Jordan (* 1983), US-amerikanischer American-Football-Spieler und -Trainer
- Neuman, Shlomo P. (* 1938), US-amerikanischer Grundwasserhydrologe
- Neuman, Vladimír (* 2000), tschechischer Fußballtorhüter

##### Neumane
- Neumane, Antonio (1818–1871), ecuadorianischer Komponist deutscher Abstammung

##### Neumann

###### Neumann E
- Neumann Edler von Buchholt, Carl Samuel (1722–1782), Mitglied der Landesadministration des Temescher Banats, erbländisch-österreichischer Adelsstand

###### Neumann S
- Neumann Soto, Hardy (* 1963), chilenischer Philosoph

###### Neumann, A
- Neumann, Aaron (* 1991), kanadischer Biathlet
- Neumann, Aaron (* 2002), deutscher Volleyballspieler
- Neumann, Abraham (1873–1942), polnischer Maler
- Neumann, Achim (* 1939), deutscher Fluchthelfer
- Neumann, Adam (* 1979), israelischer UnternehmerAdam Neumann (* 1979)

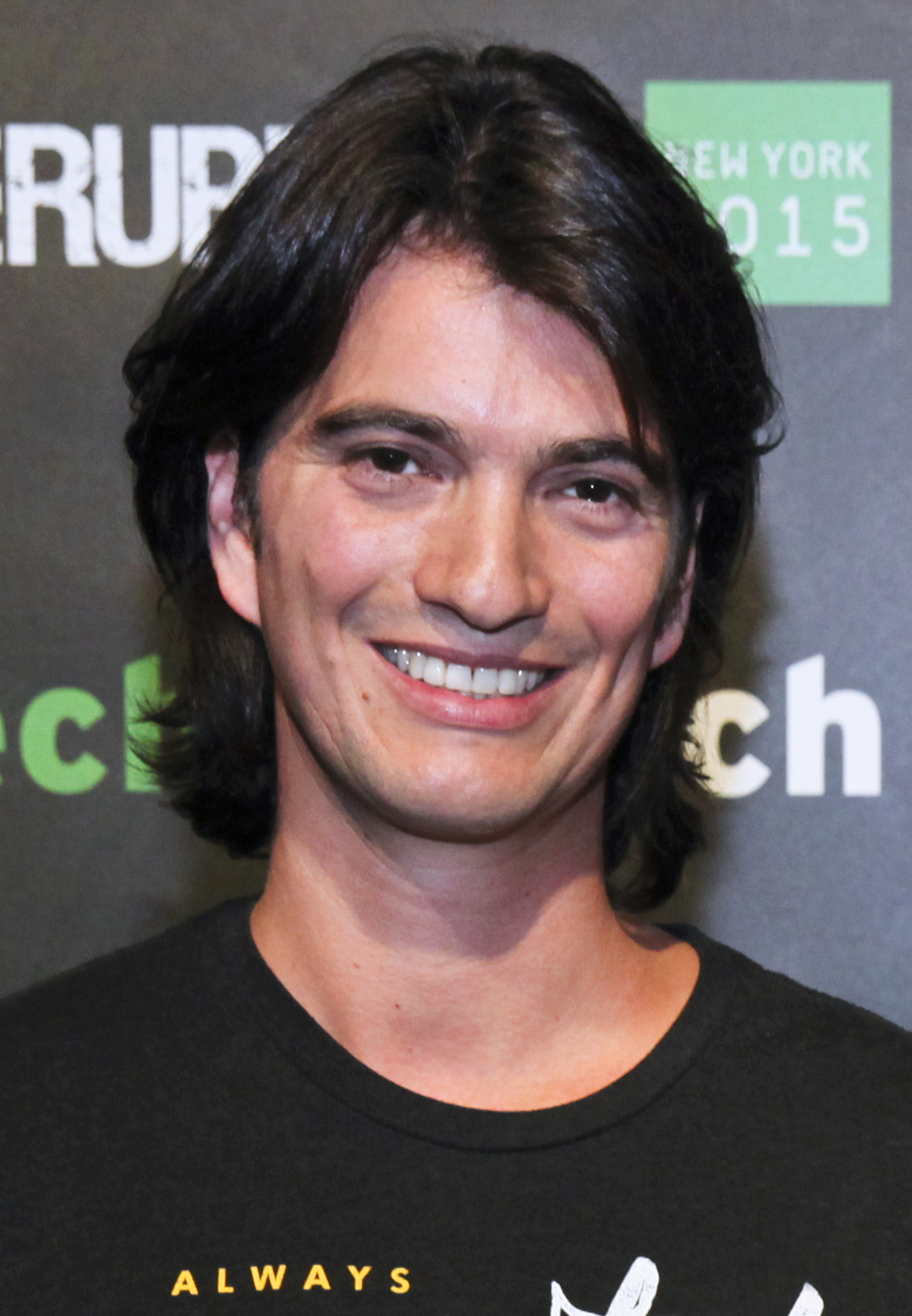
Adam Neumann (* 1979)

- Neumann, Adolf (1825–1884), deutscher Maler, Zeichner und Kupferstecher
- Neumann, Adolf (1852–1920), sächsischer Architekt, Baumeister und Bauunternehmer
- Neumann, Adolf (* 1891), Obermatrose der Kaiserlichen Marine, einziger Überlebender der SMS Cöln
- Neumann, Adolfine (1822–1844), deutsche Theaterschauspielerin
- Neumann, Albin (1909–1990), österreichischer Zauberkünstler
- Neumann, Alexander (* 1831), russischer Porträt-, Genre- und Landschaftsmaler
- Neumann, Alexander (1861–1947), österreichischer Architekt
- Neumann, Alexis (1922–1999), deutscher Ingenieur und Hochschullehrer
- Neumann, Alfred (1882–1938), österreichischer Unternehmer jüdischer Herkunft
- Neumann, Alfred (1895–1952), deutscher Schriftsteller
- Neumann, Alfred (1900–1968), israelischer Architekt mit österreichischen Wurzeln
- Neumann, Alfred (1905–1988), österreichischer Provinzialrömischer Archäologe
- Neumann, Alfred (1909–2001), deutscher Politiker (SED), MdV, Minister für Materialwirtschaft
- Neumann, Alfred Bruno (1927–2010), deutscher Politiker und Sportfunktionär
- Neumann, Alli (* 1995), deutsche Schauspielerin und SängerinAlli Neumann (* 1995)

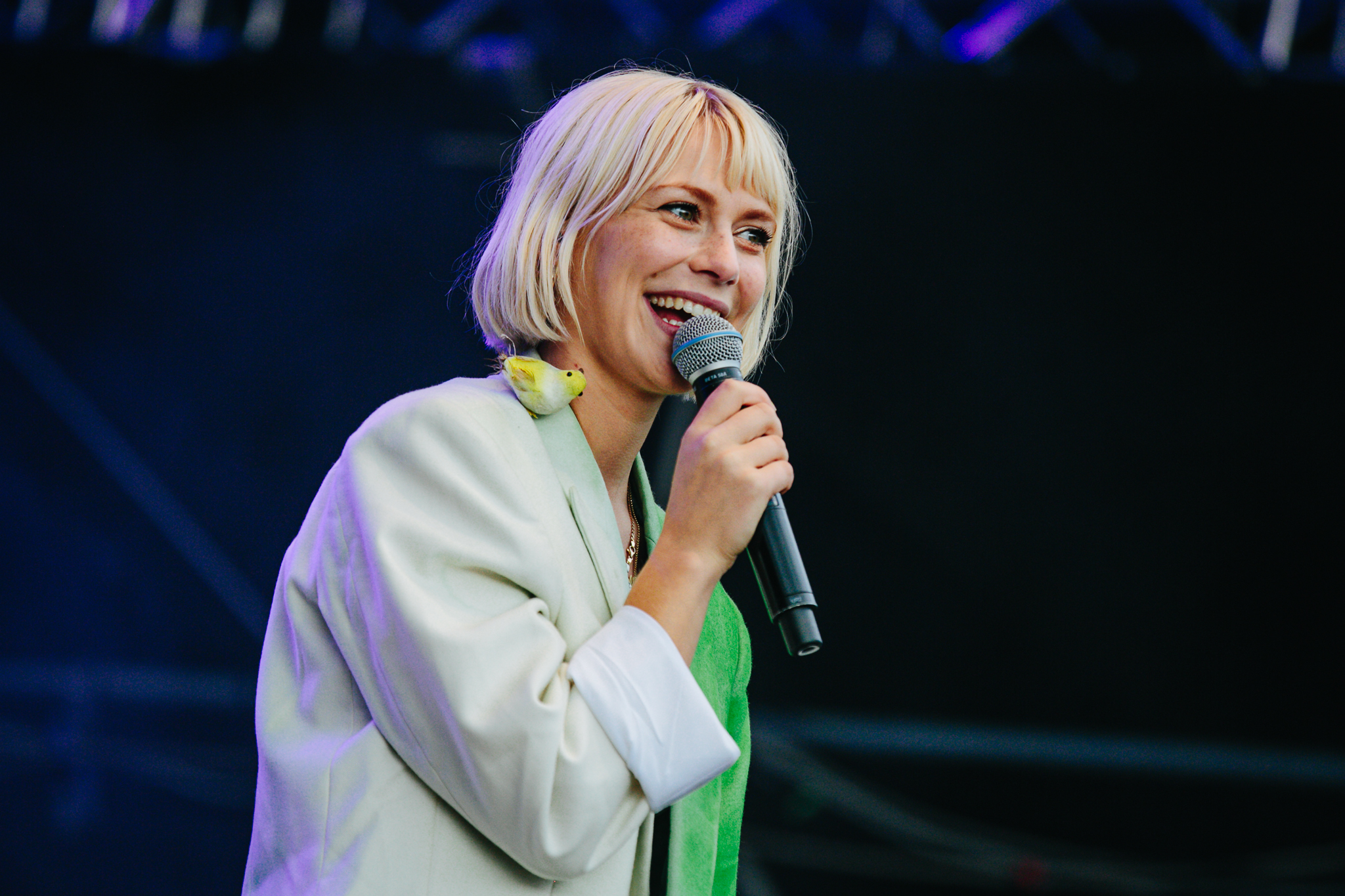
Alli Neumann (* 1995)

- Neumann, André (* 1977), deutscher Kommunalpolitiker (CDU)
- Neumann, Andrea (* 1968), deutsche Improvisationsmusikerin (Innenklavier) und Komponistin
- Neumann, Andrea (1969–2020), deutsche Bildende Künstlerin
- Neumann, Andreas (* 1958), deutscher Schauspieler, Hörspiel- und Synchronsprecher
- Neumann, Andrew (* 1958), US-amerikanischer Installationskünstler, Musiker und Filmemacher
- Neumann, Andy (* 1975), deutscher BKA-Beamter und Buchautor
- Neumann, Angela (* 1960), deutsche Schauspielerin
- Neumann, Angelo (1838–1910), deutscher Opernsänger (Bariton) und Theaterintendant
- Neumann, Anne-Rose (1935–2016), erste Nachrichtensprecherin im deutschen Fernsehen und Journalistin
- Neumann, Annett (* 1970), deutsche Radrennfahrerin
- Neumann, Anni (* 1926), deutsche Politikerin (SED), MdV, Mitglied des Staatsrats der DDR
- Neumann, Anton (1885–1964), österreichischer Hochschullehrer und Politiker (VdU), Abgeordneter zum Nationalrat
- Neumann, Arno (1872–1926), deutscher Politiker (DVP)
- Neumann, Arno (1885–1966), deutscher Fußballspieler
- Neumann, Arthur (1890–1974), deutscher Pilot
- Neumann, August († 1908), deutscher Holzstecher und Inhaber eines xylografischen Ateliers in Leipzig
- Neumann, Axel (* 1966), deutscher Schauspieler

###### Neumann, B
- Neumann, Balthasar (1687–1753), Baumeister des BarockBalthasar Neumann (1687–1753)

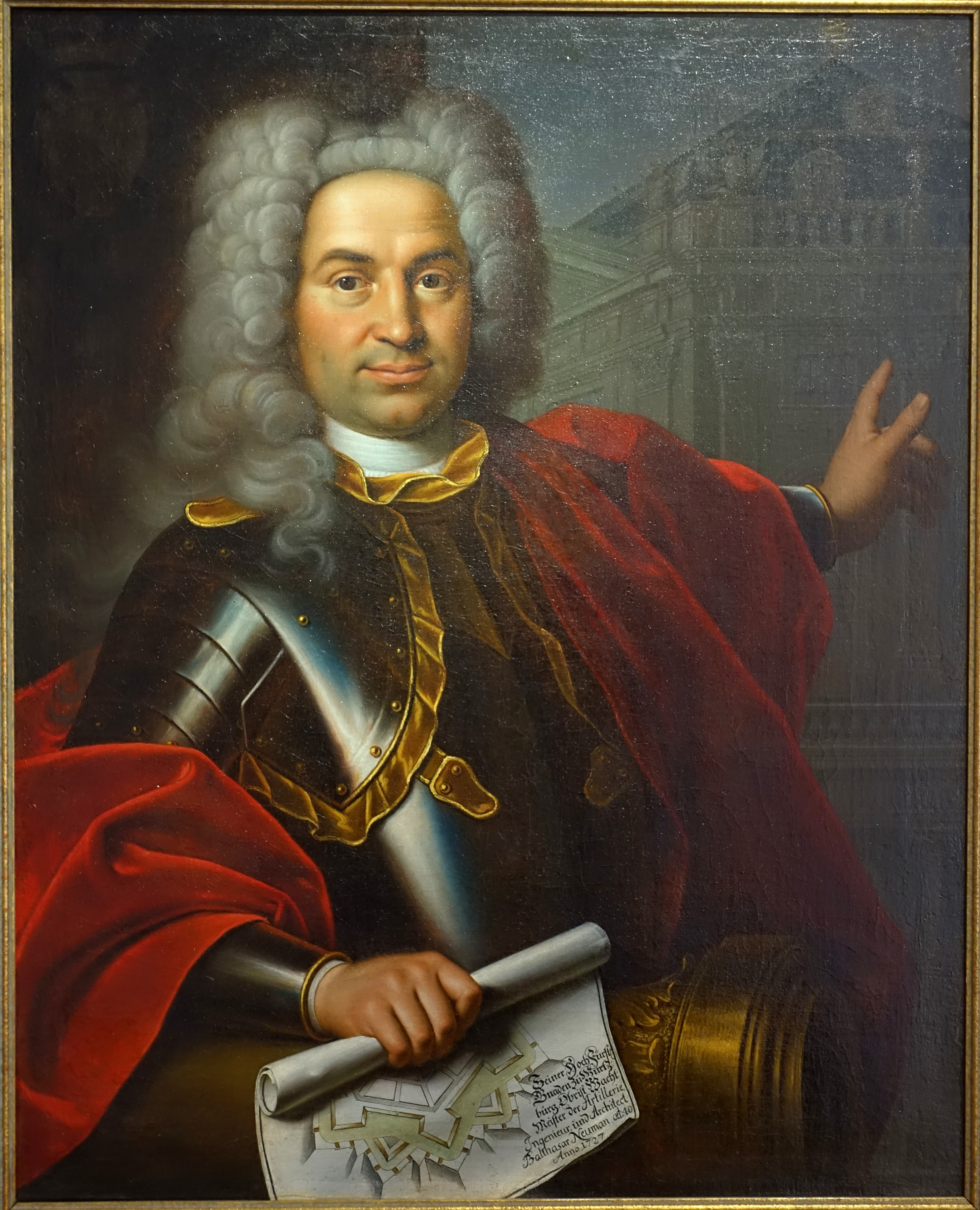
Balthasar Neumann (1687–1753)

- Neumann, Bernd (* 1942), deutscher Politiker (CDU), MdBB, MdB
- Neumann, Bernd (* 1943), deutscher Germanist
- Neumann, Bernd (* 1966), deutscher Polizeibeamter und Verfassungsschützer
- Neumann, Bernhard (1818–1898), deutscher Landrat
- Neumann, Bernhard (1867–1953), deutscher technischer Chemiker
- Neumann, Bernhard (1909–2002), australischer Mathematiker
- Neumann, Bernhard (1928–2018), deutscher Theologe
- Neumann, Bert (1960–2015), deutscher Künstler, Bühnenbildner und KostümbildnerBert Neumann (1960–2015)

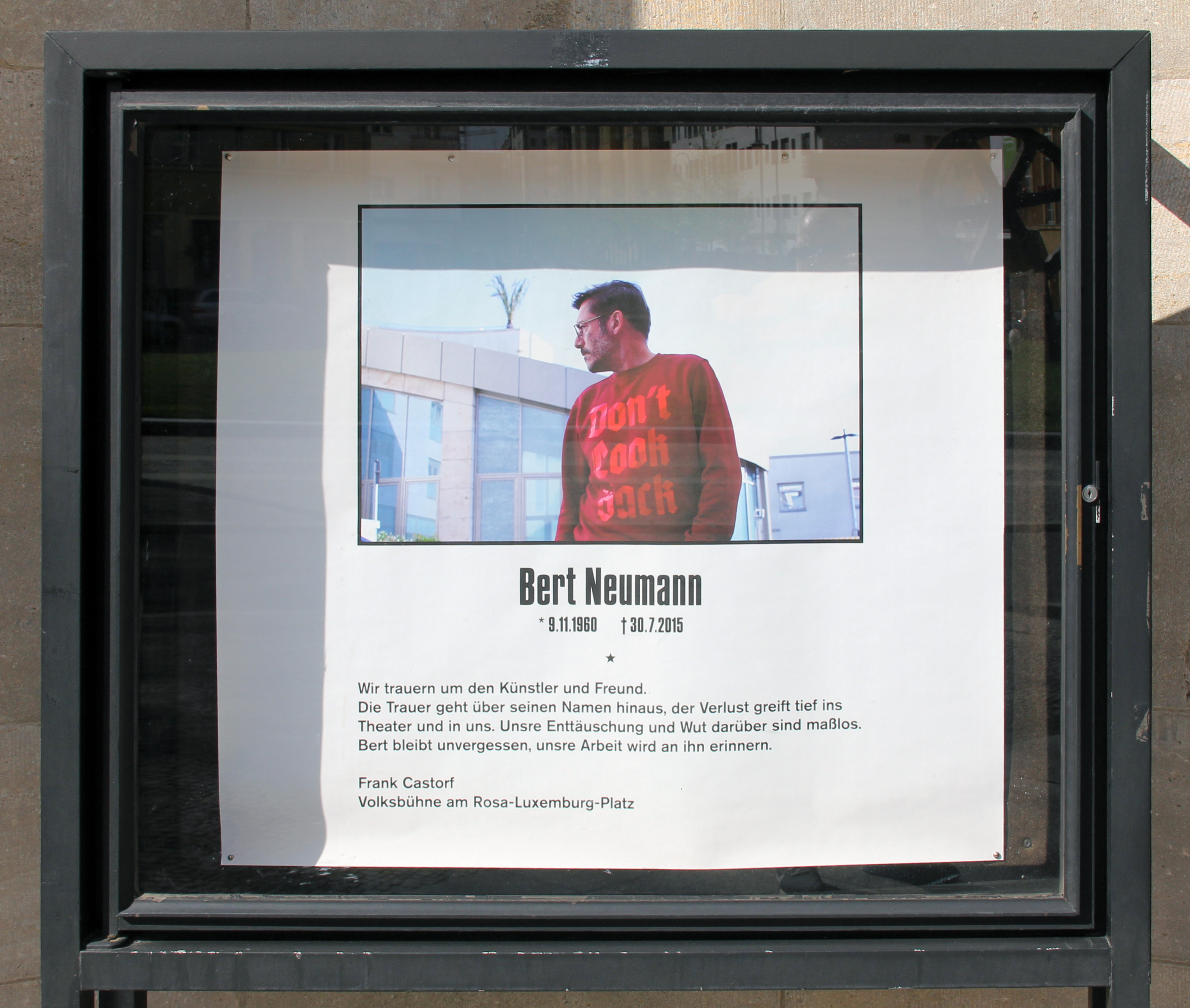
Bert Neumann (1960–2015)

- Neumann, Bertha (1893–1944), deutsche Sozialwissenschaftlerin und Opfer des Holocaust
- Neumann, Birgit (* 1974), deutsche Anglistin
- Neumann, Birthe (* 1947), dänische Schauspielerin
- Neumann, Bruno, deutscher Fußballtorhüter
- Neumann, Bruno (1883–1943), deutscher Vielseitigkeitsreiter
- Neumann, Burkhard (* 1961), deutscher katholischer Theologe

###### Neumann, C
- Neumann, Camilla (* 1994), österreichische Basketballspielerin
- Neumann, Carl (1823–1880), deutscher Geograph und Historiker
- Neumann, Carl (1860–1934), deutscher Kunsthistoriker
- Neumann, Carl Gottfried (1832–1925), deutscher Mathematiker
- Neumann, Carl Magnus (* 1944), norwegischer Jazzmusiker (Saxophone)
- Neumann, Carl Wilhelm (1871–1939), deutscher Naturwissenschaftler, Redakteur und Schriftsteller
- Neumann, Carl Woldemar (1830–1888), Lokalhistoriker
- Neumann, Carlheinz (1905–1983), deutscher Ruderer und Olympiasieger im Rudern
- Neumann, Caspar (1648–1715), deutscher lutherischer Theologe, Vertreter der Politischen Arithmetik und Wegbereiter der Bevölkerungsstatistik
- Neumann, Caspar (1683–1737), deutscher Chemiker und Apotheker
- Neumann, Charly (1931–2008), deutscher Mannschaftsbetreuer des FC Schalke 04
- Neumann, Christian (1935–2018), deutscher Kommunalpolitiker (CDU)
- Neumann, Christine (* 1986), deutsche Politikerin (CDU)
- Neumann, Christoph, deutscher Sprachwissenschaftler, Journalist und Autor
- Neumann, Christoph (* 1964), deutscher Politiker (AfD), MdB
- Neumann, Christoph K. (* 1962), deutscher Orientalist
- Neumann, Claudia (* 1964), deutsche SportreporterinClaudia Neumann (* 1964)

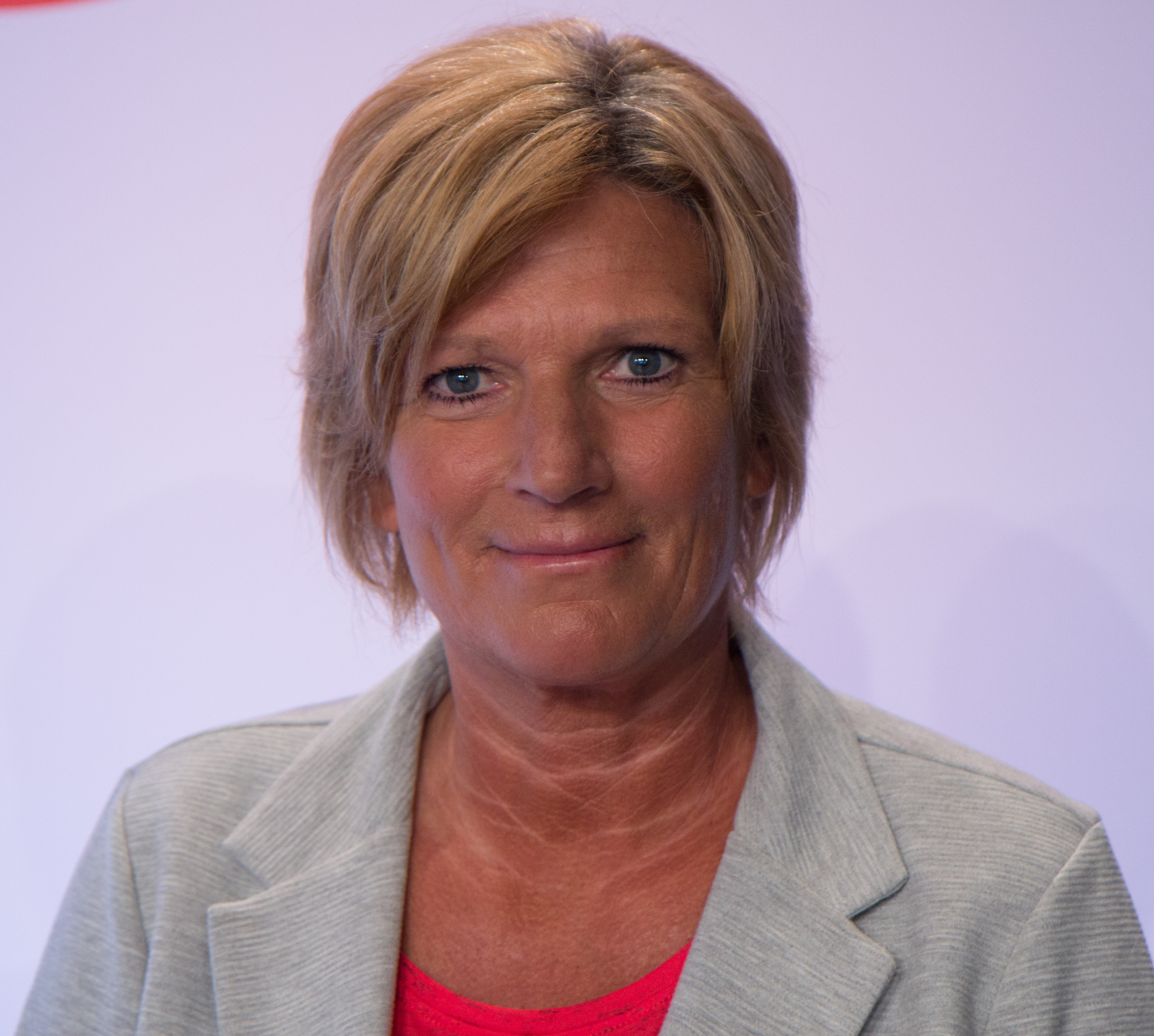
Claudia Neumann (* 1964)

- Neumann, Claus (1938–2017), deutscher Kameramann

###### Neumann, D
- Neumann, Daniel (* 1973), deutscher Journalist, Rechtsanwalt und Direktor des Landesverbandes der Jüdischen Gemeinden in Hessen
- Neumann, Daniel (* 1984), deutscher Politiker (Piratenpartei)
- Neumann, Daniel (* 2002), deutscher Eishockeyspieler
- Neumann, David Ignatz (1894–1992), österreichisch-israelischer Lyriker, Messerschmied und Politiker
- Neumann, David von (1734–1807), preußischer Offizier, zuletzt Generalmajor
- Neumann, Dietrich (1922–2002), deutscher Agrarwissenschaftler und Hochschullehrer
- Neumann, Dietrich (1929–2023), deutscher Architekt und Hochschullehrer
- Neumann, Dietrich (1931–2012), deutscher Zoologe
- Neumann, Dirk (1923–2023), deutscher Jurist

###### Neumann, E
- Neumann, Eberhard (* 1939), deutscher Biochemiker und Biophysiker
- Neumann, Eckhard (1933–2006), deutscher Grafik-Designer, Designhistoriker und Publizist
- Neumann, Eddy, Pantomime und Clown
- Neumann, Edith (1902–2002), österreichische Chemikerin und Mikrobiologin
- Neumann, Eduard (1903–1985), deutscher Germanist und Skandinavist
- Neumann, Eduard (1911–2004), deutscher Jagdfliegeroffizier, zuletzt Oberst
- Neumann, Egon (1894–1948), österreichischer Komponist
- Neumann, Elisabeth (1905–2003), deutsche Filmeditorin
- Neumann, Elsa (1872–1902), deutsche Physikerin
- Neumann, Emil (1834–1901), deutscher Musiker, Kapellmeister und Komponist
- Neumann, Emil (1842–1903), deutscher Maler
- Neumann, Emilia (* 1985), deutsche zeitgenössische Bildhauerin
- Neumann, Erhard (1932–2002), US-amerikanischer Radrennfahrer
- Neumann, Eri (1897–1985), deutsche Volksschauspielerin und Hörspielsprecherin
- Neumann, Erich (1892–1951), deutscher Staatssekretär in der Zeit des NationalsozialismusErich Neumann (1892–1951)

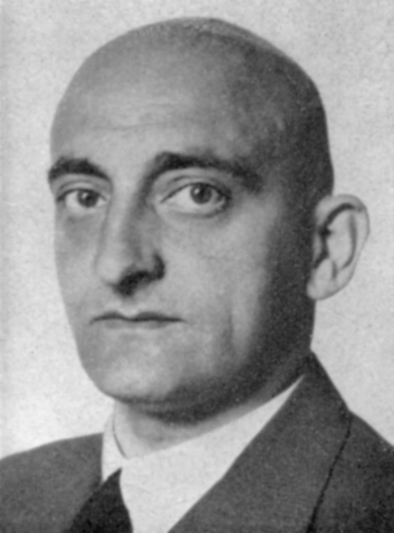
Erich Neumann (1892–1951)

- Neumann, Erich (1905–1960), deutsch-israelischer Psychologe und Psychoanalytiker
- Neumann, Erich (1924–1998), deutscher Fußballspieler
- Neumann, Erich Peter (1912–1973), deutscher Journalist und Politiker (CDU), MdB
- Neumann, Ernst (1834–1918), deutscher Pathologe und Hämatologe
- Neumann, Ernst (1888–1955), deutscher Tierarzt und Politiker (NSDAP), MdR
- Neumann, Ernst Günther (1928–2021), deutscher Maler und Grafiker
- Neumann, Ernst Richard (1875–1955), deutscher Mathematiker
- Neumann, Etta (1910–1990), österreichische Tennis- und Tischtennisspielerin
- Neumann, Eva (* 1929), britische Holocaustüberlebende
- Neumann, Eveline (* 1949), deutsche Politikerin (SPD), MdA

###### Neumann, F
- Neumann, Felix (1889–1947), deutscher Politiker (KPD, NSDAP)
- Neumann, Felix (* 1962), deutscher Diplomat
- Neumann, Felix (* 1983), deutscher Musiker
- Neumann, Ferdinand (1911–1999), bayerischer Politiker (CSU)
- Neumann, Frank (* 1956), deutscher Fußballspieler
- Neumann, František (1874–1929), tschechischer Komponist, Dirigent und Musikpädagoge
- Neumann, Franz († 1568), Landvogt der Neumark und Herrenmeister des Johanniterballei Brandenburg
- Neumann, Franz (1900–1954), deutsch-US-amerikanischer Jurist und Politikwissenschaftler
- Neumann, Franz (1904–1974), deutscher Politiker (SPD), MdA, MdB
- Neumann, Franz (1935–2019), deutscher Politikwissenschaftler
- Neumann, Franz Ernst (1798–1895), deutscher PhysikerFranz Ernst Neumann (1798–1895)

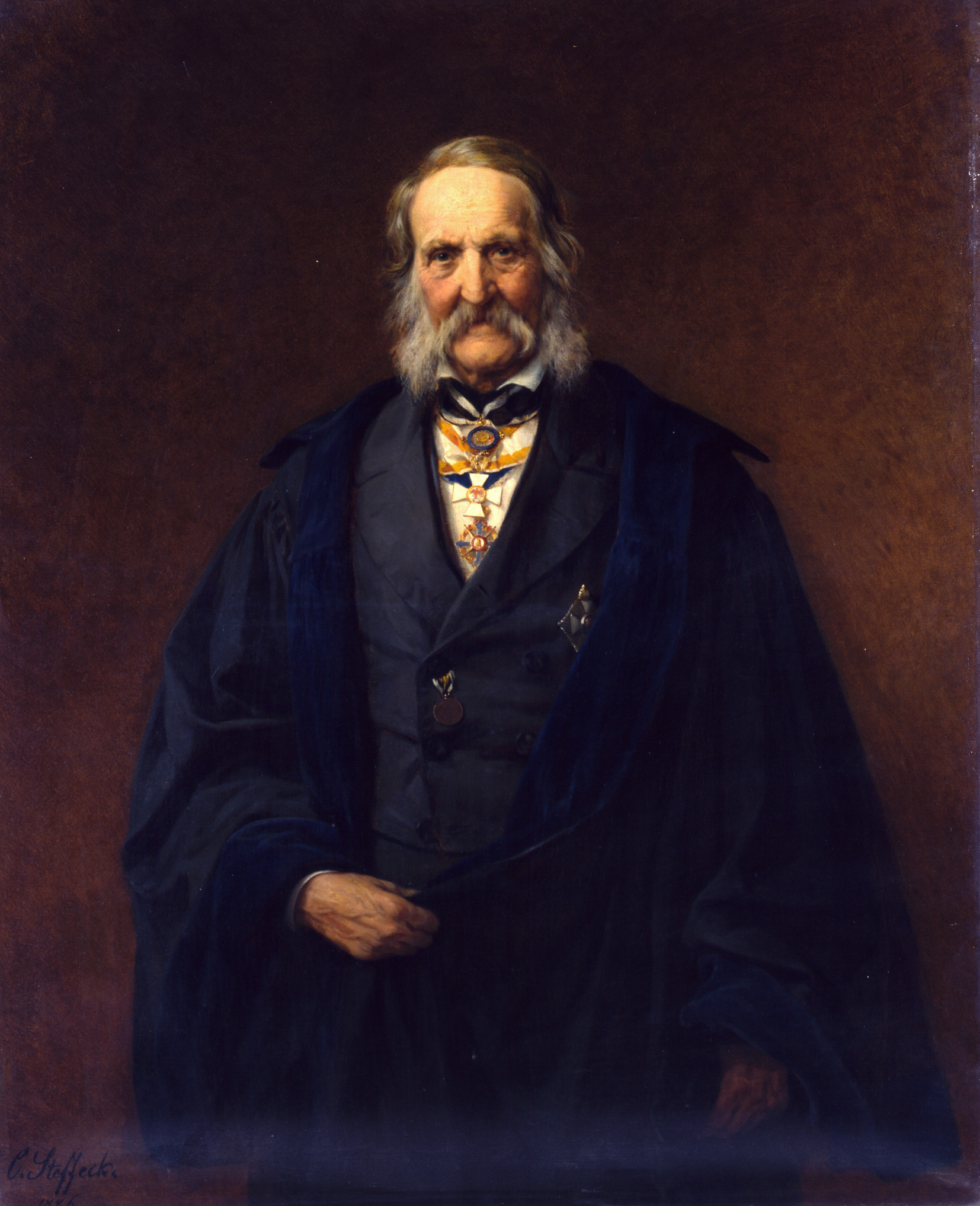
Franz Ernst Neumann (1798–1895)

- Neumann, Franz Ignaz Michael (1733–1785), deutscher Ingenieur, Architekt und Baumeister
- Neumann, Franz von der Ältere (1815–1888), österreichischer Architekt und Kommunalpolitiker
- Neumann, Franz von der Jüngere (1844–1905), österreichischer Architekt und Politiker
- Neumann, Franz Xaver junior (1862–1905), österreichischer Architekt
- Neumann, Franz-Josef (* 1955), deutscher Mediziner der Kardiologie
- Neumann, Franz-Peter (* 1944), deutscher Fußballspieler
- Neumann, Friedmund (1935–2007), deutscher Veterinärmediziner und Endokrinologe
- Neumann, Friedrich (1744–1825), deutscher Schlossermeister, Bürgermeister und Politiker
- Neumann, Friedrich (1889–1978), deutscher Germanist
- Neumann, Friedrich (1915–1989), österreichischer Komponist
- Neumann, Friedrich (* 1957), deutscher Musikpädagoge und Schulbuchautor
- Neumann, Friedrich Julius (1835–1910), deutscher Nationalökonom
- Neumann, Friedrich Wilhelm (1899–1979), deutscher Slawist
- Neumann, Friedrich-Heinrich (1924–1959), deutscher Musikwissenschaftler
- Neumann, Friedrich-Wilhelm (1889–1975), deutscher Offizier, zuletzt Generalleutnant im Zweiten Weltkrieg
- Neumann, Fritz (1854–1934), deutscher Romanist
- Neumann, Fritz C. (1897–1976), deutsch-amerikanischer Pädagoge und Hochschullehrer, Emigrant

###### Neumann, G
- Neumann, Gabriele (* 1963), deutsche Sportpsychologin und Basketballspielerin
- Neumann, Georg (1898–1976), deutscher Unternehmer
- Neumann, Georg (1901–1963), deutscher Politiker (SPD), MdL
- Neumann, Georg (* 1938), deutscher Sportmediziner und Hochschullehrer
- Neumann, Georg Paul (* 1878), deutscher Hauptmann der Fliegertruppe im Ersten Weltkrieg und Militärschriftsteller
- Neumann, Gerd (* 1937), deutscher Wirtschaftshistoriker
- Neumann, Gerda M. (* 1953), deutsche Industriedesignerin
- Neumann, Gerhard (1907–2004), deutscher Maler und Grafiker
- Neumann, Gerhard (1917–1997), deutscher Maschinenbauingenieur und Erfinder
- Neumann, Gerhard (1930–2002), deutscher Theaterwissenschaftler, -intendant, -regisseur sowie Schriftsteller
- Neumann, Gerhard (1931–2000), deutscher Klassischer Archäologe
- Neumann, Gerhard (1934–2017), deutscher Germanist
- Neumann, Gerhard (* 1939), deutscher Politiker (SPD), MdV, MdB
- Neumann, Gerhard (* 1981), Informatiker
- Neumann, Gerlinde (1938–2008), deutsche Politikerin (SPD), MdL
- Neumann, Gert (* 1942), deutscher Schriftsteller
- Neumann, Gisela (* 1942), deutsche Malerin und Grafikerin
- Neumann, Gotthard (1902–1972), deutscher Prähistoriker
- Neumann, Grete (1912–1946), österreichische Sprinterin
- Neumann, Guido (1932–2009), deutscher Jurist und Fernsehrichter
- Neumann, Günter (1912–1941), deutscher Kunsthistoriker
- Neumann, Günter (1913–1972), deutscher Komponist, Autor und KabarettistGünter Neumann (1913–1972)

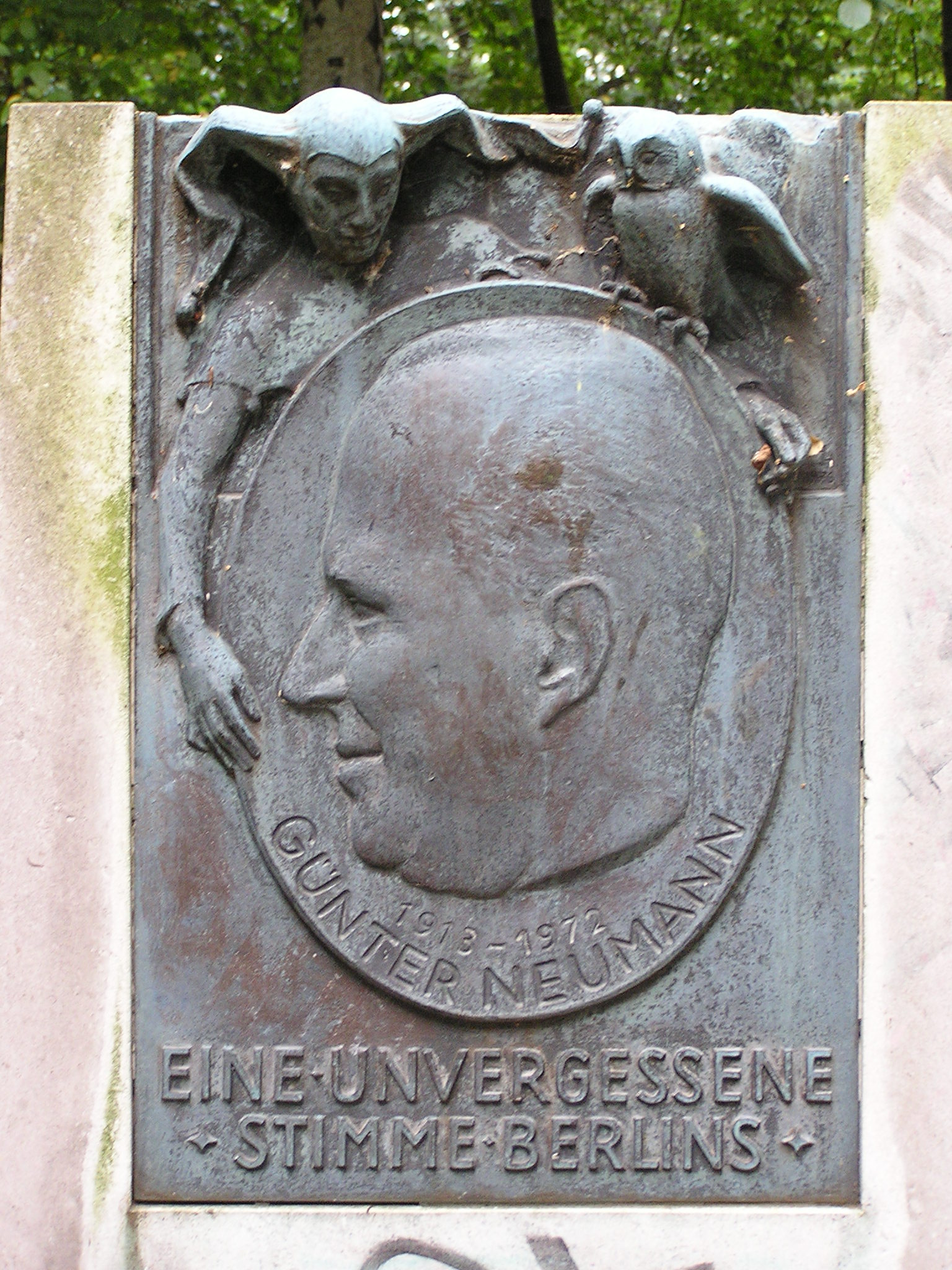
Günter Neumann (1913–1972)

- Neumann, Günter (1920–2005), deutscher Klassischer Philologe und Indogermanist
- Neumann, Günter (* 1938), deutscher Opernsänger (Tenor)
- Neumann, Günter (* 1958), deutscher Agrarwissenschaftler an der Universität Hohenheim
- Neumann, Günther (* 1958), deutscher Kameramann
- Neumann, Gustaf (* 1958), österreichischer Wirtschaftsinformatiker
- Neumann, Gustaf Adolf (1924–2013), österreichischer Verleger und Journalist
- Neumann, Gustav (1832–1885), deutscher Geograph und Schulmann
- Neumann, Gustav (1859–1928), österreichischer Architekt
- Neumann, Gustav (* 1874), deutscher Lehrer und Politiker (SPD), MdPl
- Neumann, Gustav Richard (1838–1881), deutscher Schachspieler

###### Neumann, H
- Neumann, H. Dieter (* 1949), deutscher Schriftsteller
- Neumann, Hanna (1914–1971), deutsch-australische Mathematikerin
- Neumann, Hannah (* 1984), deutsche Friedens- und Konfliktforscherin und Politikerin (Bündnis 90/Die Grünen), MdEPHannah Neumann (* 1984)

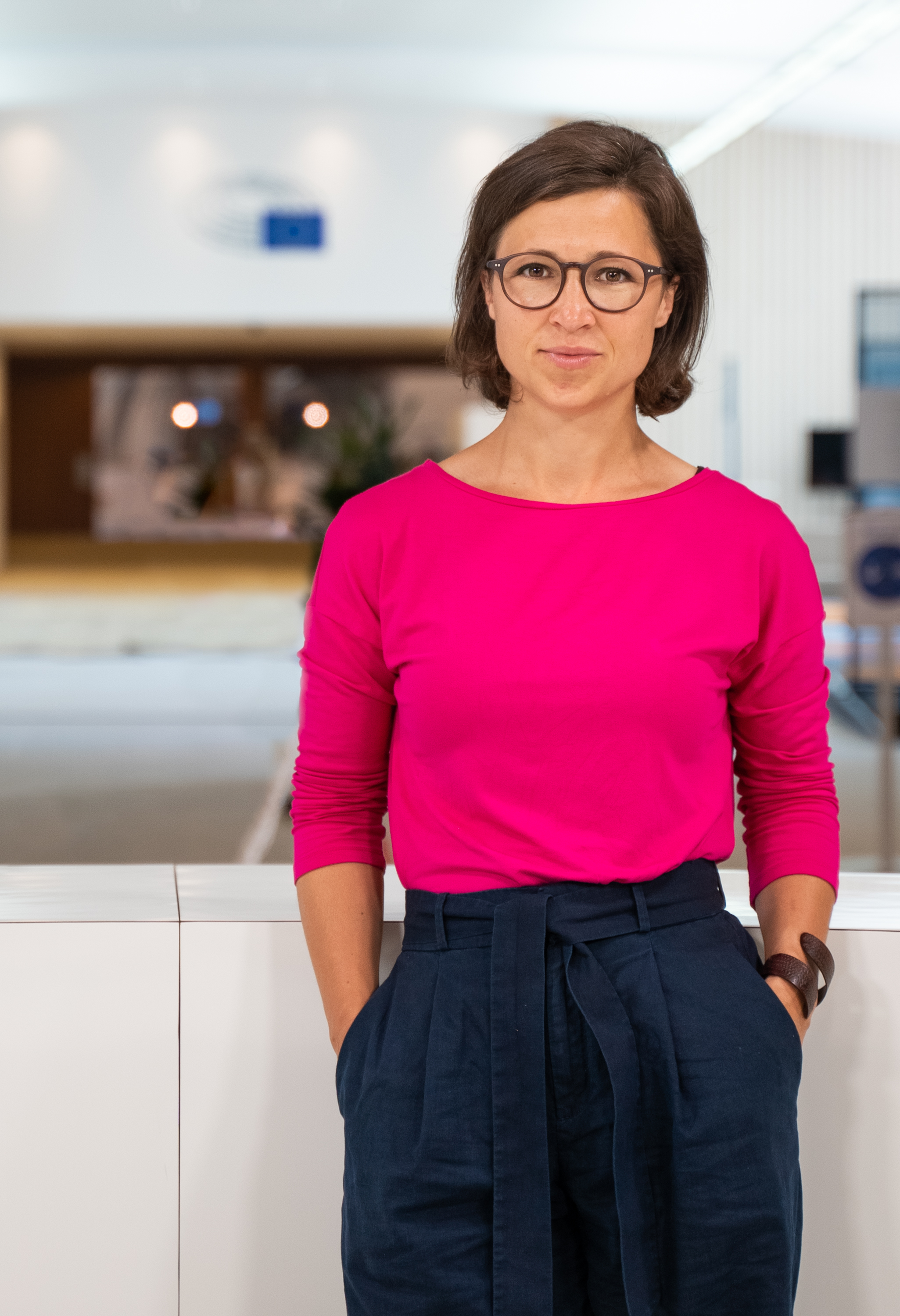
Hannah Neumann (* 1984)

- Neumann, Hannes (1939–2018), deutscher Basketballspieler und -trainer
- Neumann, Hans (1873–1957), deutscher Maler und Grafiker
- Neumann, Hans (1884–1930), deutscher Politiker (DDP)
- Neumann, Hans (1886–1962), deutscher Filmproduzent, Filmregisseur und Drehbuchautor
- Neumann, Hans (1888–1960), österreichischer Grafiker
- Neumann, Hans (1903–1990), deutscher Germanist
- Neumann, Hans (1908–1944), deutscher Widerstandskämpfer gegen den Nationalsozialismus
- Neumann, Hans (* 1953), deutscher Assyriologe
- Neumann, Hans Jörg (* 1956), deutscher Diplomat
- Neumann, Hans-Georg (1936–2022), deutscher Strafgefangener, über 50 Jahre inhaftiert
- Neumann, Hans-Hendrik (1910–1994), deutscher SS-Standartenführer, Adjutant von Reinhard Heydrich
- Neumann, Hans-Joachim (1939–2014), deutscher Mund-, Kiefer-, Gesichtschirurg, Hochschullehrer und Medizinhistoriker
- Neumann, Hans-Ludwig (1938–1991), deutscher Physiker
- Neumann, Hartmut (* 1954), deutscher Maler, Plastiker und Fotograf
- Neumann, Hartmut P. H. (* 1948), deutscher Internist und Hochschullehrer
- Neumann, Hartwig (1942–1992), deutscher Bauhistoriker und Festungsforscher
- Neumann, Heike F. M. (* 1948), deutsche Schriftstellerin
- Neumann, Heinrich (1792–1861), deutscher Klarinettist
- Neumann, Heinrich (1801–1879), deutscher Maler und Restaurator
- Neumann, Heinrich (1814–1884), deutscher Psychiater und Hochschullehrer
- Neumann, Heinz (1902–1937), deutscher Politiker (KPD), MdR und JournalistHeinz Neumann (1902–1937)

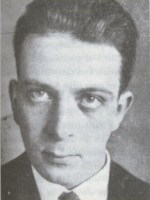
Heinz Neumann (1902–1937)

- Neumann, Heinz (1922–2000), deutscher Bildhauer
- Neumann, Heinz (1926–2020), deutscher Autor und Heimatkundler
- Neumann, Heinz (* 1941), österreichischer Architekt
- Neumann, Helene (1874–1942), deutsche Künstlerin
- Neumann, Helga (1931–2022), deutsche Kunsthistorikerin und Autorin
- Neumann, Hellmut (1891–1979), deutscher Rechtsanwalt und Oberbürgermeister (DDP/SED) von Mühlhausen
- Neumann, Helmut (1921–1943), deutscher Arbeiter und Widerstandskämpfer gegen den Nationalsozialismus
- Neumann, Helmut (* 1938), österreichischer Komponist und Musiktheoretiker
- Neumann, Helmut (* 1981), deutscher Internist und Gastroenterologe
- Neumann, Herbert (1888–1976), deutscher Verwaltungsjurist und Landrat
- Neumann, Herbert (1898–1973), deutscher Ingenieur und Hochschullehrer
- Neumann, Herbert (1921–2009), deutscher Hochschullehrer
- Neumann, Herbert (1926–2021), deutscher Journalist
- Neumann, Herbert (* 1953), deutscher Fußballspieler und -trainer
- Neumann, Hermann (1820–1906), deutscher Verwaltungsbeamter Politiker
- Neumann, Hermann (1882–1933), deutscher Politiker (SPD Hessen) und ehemaliger Abgeordneter des Landtags
- Neumann, Hermann Kunibert (1808–1875), deutscher Schriftsteller
- Neumann, Hilde (1905–1959), deutsche Juristin und SED-Funktionärin, Chefredakteurin der Zeitschrift Neue Justiz
- Neumann, Hildegard (1933–2009), deutsche Historikerin und SED-Funktionärin
- Neumann, Holger (* 1963), deutscher Produktdesigner und Hochschullehrer
- Neumann, Holger (* 1968), deutscher Soldat, 17. Inspekteur der Luftwaffe
- Neumann, Horst (1934–2013), deutscher Dirigent
- Neumann, Horst (* 1938), deutscher Diplomat, Botschafter der DDR
- Neumann, Horst (* 1949), deutscher Manager
- Neumann, Horst (* 1952), deutscher Fußballspieler
- Neumann, Horst F. (* 1950), deutscher Grafiker
- Neumann, Hubert (1921–1963), mährisch-österreichischer Orgelbauer
- Neumann, Hubert (* 1963), deutscher Historiker, zeitgenössischer Autor und Kolumnist
- Neumann, Hugo (* 1867), österreichischer Jurist und Schriftsteller
- Neumann, Hugo (1882–1962), deutscher Jurist und Schriftsteller
- Neumann, Hugo (1882–1971), deutscher Politiker (Zentrum), MdR

###### Neumann, I
- Neumann, Ilse (1890–1972), deutsche Politikerin (DNVP), MdL
- Neumann, Inga (* 1962), deutsche Biologin und Hochschullehrerin
- Neumann, Irene (* 1947), deutsches Fotomodell und Schönheitskönigin
- Neumann, Irmgard (1925–1989), deutsche DBD-Funktionärin; Mitglied des Staatsrats der DDR
- Neumann, Isidor (1832–1906), österreichischer Dermatologe und Syphilidologe
- Neumann, Israel Ber (1887–1961), deutsch-US-amerikanischer Kunsthändler und Verleger

###### Neumann, J
- Neumann, Jakob (1920–2009), deutsch-rumänischer Pädagoge
- Neumann, Jamie (* 1981), US-amerikanische Schauspielerin, Tänzerin und Musikerin
- Neumann, Jens Vilela (* 1976), Theaterregisseur, Künstlerischer Leiter, Autor und Dozent
- Neumann, Jirmejahu Oskar (1894–1981), tschechoslowakisch-israelischer jüdischer Journalist und Schriftsteller deutscher Sprache
- Neumann, Joachim (1916–2000), deutscher Offizier
- Neumann, Johann (1929–2013), österreichischer Politiker (ÖVP), Landtagsabgeordneter, Abgeordneter zum Nationalrat
- Neumann, Johann Friedrich Wilhelm von (1699–1768), deutscher Rechtswissenschaftler
- Neumann, Johann Georg (1661–1709), deutscher lutherischer Theologe und Kirchenhistoriker
- Neumann, Johann Georg (1813–1882), österreichischer Jurist und Politiker
- Neumann, Johann Gotthelf (1777–1831), deutscher Archidiakon
- Neumann, Johann Jakob Nathanael (1750–1803), deutscher evangelischer Theologe und Philosoph
- Neumann, Johann Martin Andreas (1865–1928), Bürgermeister in Lübeck
- Neumann, Johann Nepomuk (1811–1860), Bischof von Philadelphia und Heiliger der katholischen KircheJohann Nepomuk Neumann (1811–1860)

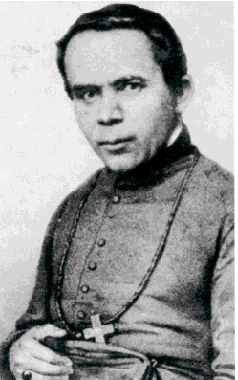
Johann Nepomuk Neumann (1811–1860)

- Neumann, Johann Philipp (1774–1849), österreichischer Physiker, Bibliothekar und Dichter
- Neumann, Johann Wilhelm (1797–1870), deutscher Jurist, Kommunalpolitiker und Historiker
- Neumann, Johanna (1787–1863), deutsche Autorin
- Neumann, Johannes (1817–1886), deutscher Gutsbesitzer und Politiker (NLP), MdR
- Neumann, Johannes (1867–1936), deutscher Lehrer und Politiker
- Neumann, Johannes (1918–2012), deutscher Politiker (SPD), MdHB
- Neumann, Johannes (* 1922), deutscher Wirtschaftswissenschaftler und Hochschullehrer
- Neumann, Johannes (1929–2013), deutscher Soziologe, Kirchenrechtler und vormaliger römisch-katholischer Theologe
- Neumann, Johannes (* 1985), deutscher Schwimmer
- Neumann, John von (1903–1957), ungarisch-amerikanischer Chemiker, Mathematiker und PhysikerJohn von Neumann (1903–1957)

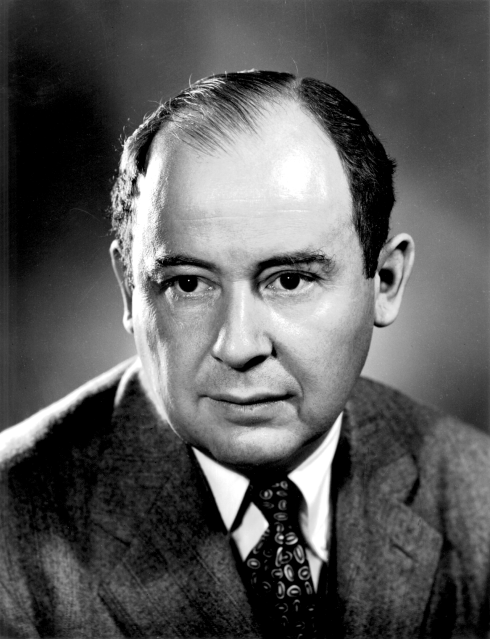
John von Neumann (1903–1957)

- Neumann, Johnny (1950–2019), US-amerikanischer Basketballspieler und -trainer
- Neumann, Jörg (* 1941), deutscher Leichtathlet
- Neumann, Jorge (* 1957), chilenischer Fußballspieler
- Neumann, Josef (1852–1915), tschechischer Politiker und Bahnbeamter
- Neumann, Josef (1856–1912), deutscher Geistlicher und Pionier der Abstinenzbewegung
- Neumann, Josef (1860–1931), deutscher Kupferstecher und Radierer
- Neumann, Josef (1883–1945), deutscher Volkswirt und Politiker (DVP), MdL
- Neumann, Josef (1911–1994), Schweizer Speerwerfer und Zehnkämpfer
- Neumann, Josef (* 1960), deutscher Politiker (SPD), MdL
- Neumann, Josef H. (* 1953), deutscher Fotodesigner
- Neumann, Josef N. (* 1945), deutscher Mediziner und Hochschullehrer
- Neumann, Joseph (1815–1878), böhmischer Richter und Numismatiker
- Neumann, Josephina (* 2010), deutsche TischtennisspielerinJosephina Neumann (* 2010)

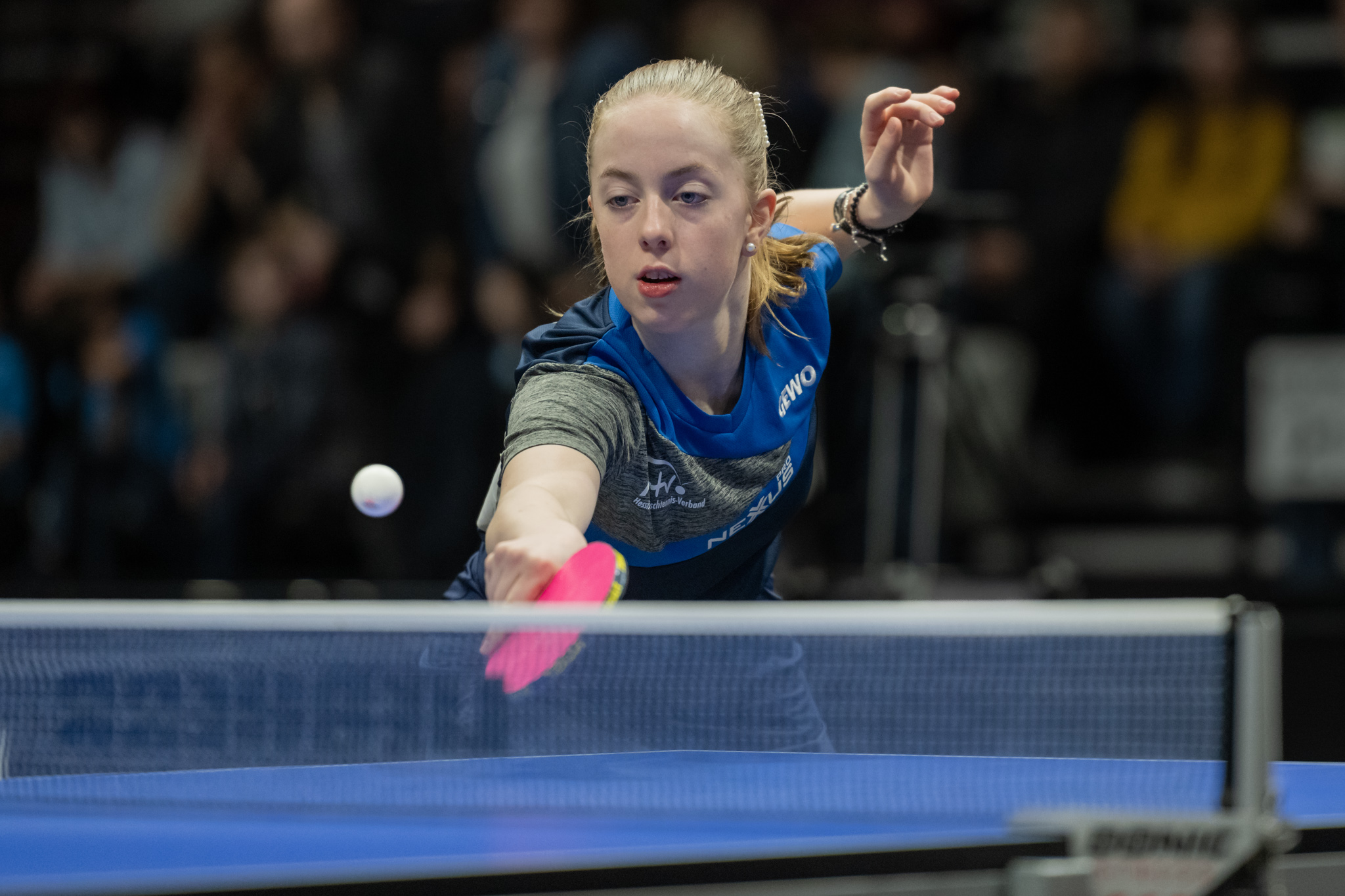
Josephina Neumann (* 2010)

- Neumann, Josias (1782–1855), deutscher Rechtslehrer
- Neumann, Judit (* 1976), deutsche Juristin und Richterin am Bundessozialgericht
- Neumann, Judith (* 1989), deutsche Schauspielerin
- Neumann, Julius (1844–1928), deutscher Verleger und Mäzen
- Neumann, Julius Joseph (1836–1895), deutsch-französischer Geistlicher und Politiker, MdR
- Neumann, Jürgen (1941–2002), deutscher Fußballspieler
- Neumann, Jurij (* 1968), deutscher Regisseur
- Neumann, Justin (* 1998), deutscher Fußballspieler
- Neumann, Jutta, deutsche Filmeditorin
- Neumann, Jutta (* 1932), deutsche Speerwerferin

###### Neumann, K
- Neumann, K. T. (1919–2012), deutscher Metallbildhauer
- Neumann, Karl (1839–1887), deutsch-baltisch-russischer Astronom und Forschungsreisender
- Neumann, Karl (1878–1935), deutscher Schriftsteller
- Neumann, Karl (1887–1979), deutscher Kapitänsleutnant
- Neumann, Karl (1890–1944), österreichischer Arzt und Opfer des Holocaust
- Neumann, Karl (1916–1985), deutscher Kinder- und Jugendschriftsteller
- Neumann, Karl (* 1939), deutscher Pädagoge und Hochschullehrer
- Neumann, Karl August (1771–1866), deutscher Chemiker und Unternehmer
- Neumann, Karl August (1892–1947), deutscher Opernsänger (Bariton), Konzertsänger, Opernregisseur
- Neumann, Karl Eugen (1865–1915), österreichischer Indologe
- Neumann, Karl Friedrich (1793–1870), deutscher Orientalist und Sinologe
- Neumann, Karl Georg (1774–1850), deutscher Psychiater
- Neumann, Karl Hans (1922–1993), deutscher Architekt
- Neumann, Karl Heinrich (1778–1818), deutscher Prediger und Schulmann
- Neumann, Karl Johannes (1857–1917), deutscher Althistoriker
- Neumann, Karl-Hermann (1936–2009), deutscher Agrarwissenschaftler und Biochemiker
- Neumann, Karl-Thomas (* 1961), deutscher Manager, President & CEO der Volkswagen Group ChinaKarl-Thomas Neumann (* 1961)

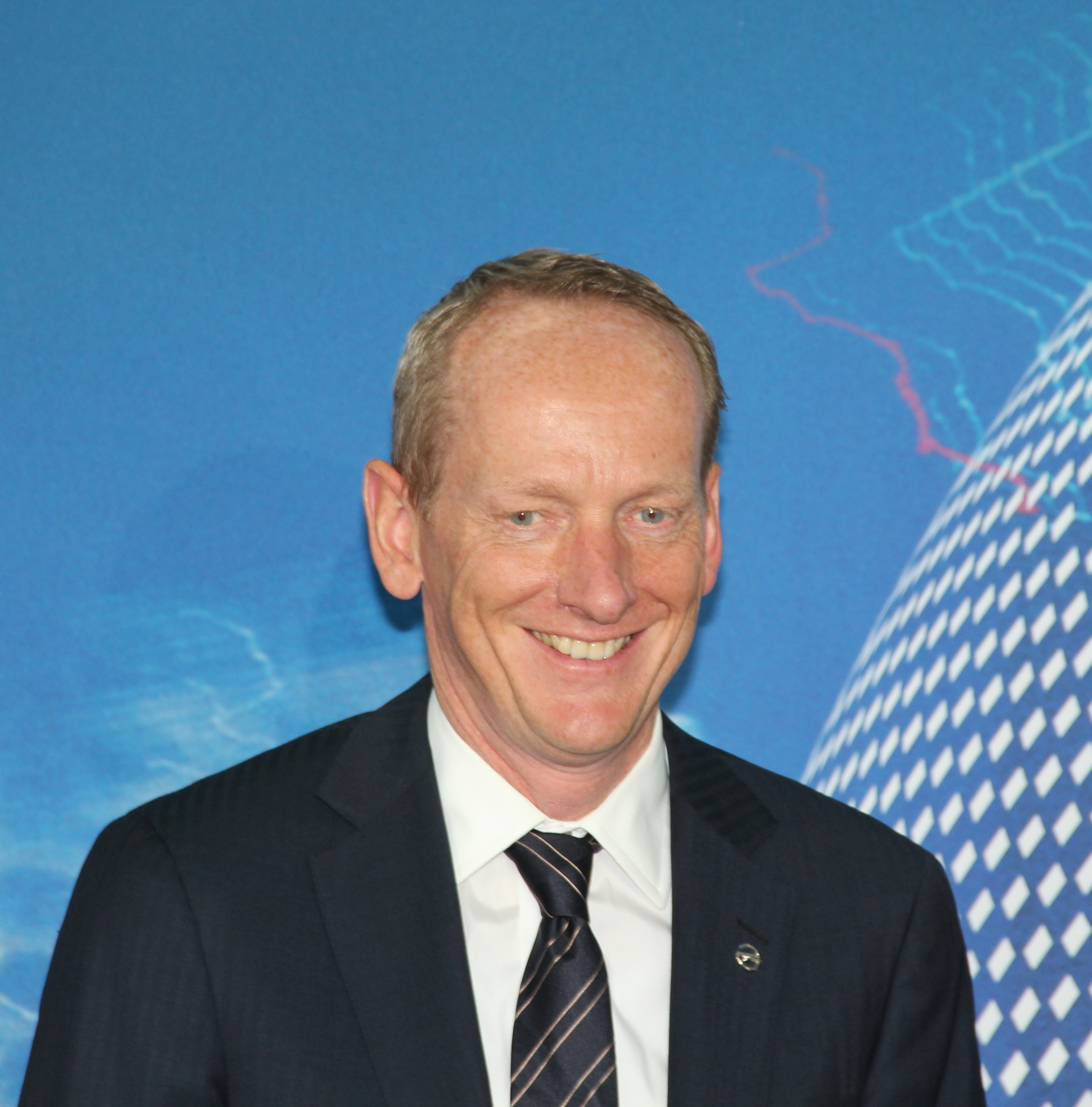
Karl-Thomas Neumann (* 1961)

- Neumann, Karsten (* 1966), deutscher Politiker (Die Linke), MdL
- Neumann, Karsten (* 1971), deutscher Jurist, Richter am Bundesarbeitsgericht
- Neumann, Käthe (1903–1989), deutsche Orientalistin, Indologin und Religionswissenschaftlerin
- Neumann, Katrin (* 1961), deutsche Ärztin
- Neumann, Klaus (* 1942), deutscher Dreispringer
- Neumann, Klaus (* 1962), deutscher Schauspieler
- Neumann, Klaus Günter (1920–1995), deutscher Kabarettist, Schauspieler, Texter, Komponist, Arrangeur und Pianist
- Neumann, Klemens (1873–1928), deutscher katholischer Pfarrer, Gymnasiallehrer und Herausgeber
- Neumann, Kurt (1879–1953), deutscher Motorenbauer
- Neumann, Kurt (1898–1958), deutsch-amerikanischer Filmregisseur
- Neumann, Kurt (1923–2014), deutscher Fußballspieler
- Neumann, Kurt (1924–2008), deutscher Politiker (SPD), MdA
- Neumann, Kurt (1924–2001), deutscher Politiker (CDU), MdA
- Neumann, Kurt (1927–2018), deutscher Politiker (SPD), MdL
- Neumann, Kurt (1945–2021), deutscher Rechtsanwalt und Politiker (SPD, PDS), MdA, MdB
- Neumann, Kurt (* 1947), deutscher Fernschachmeister
- Neumann, Kurt (* 1950), österreichischer Schriftsteller und Literaturkritiker

###### Neumann, L
- Neumann, Lara (* 1990), deutsche Politikern (Volt)
- Neumann, Laura Katharina Sophia (* 1985), deutsche Rechtswissenschaftlerin und Hochschullehrerin
- Neumann, Lena (1903–1971), deutsche Filmeditorin
- Neumann, Leopold (1793–1893), deutscher Ingenieur-Geograph
- Neumann, Leopold (1869–1959), deutscher Kaufmann, Unternehmer und Politiker (DDP)
- Neumann, Leopold Theodor (1804–1876), österreichischer Lithograf, Kunst- und Musikalienhändler, sowie Verleger und Politiker
- Neumann, Leopold von (1811–1888), österreichischer Jurist und Staats- und Völkerrechtsexperte
- Neumann, Linus (* 1983), deutscher PodcasterLinus Neumann (* 1983)

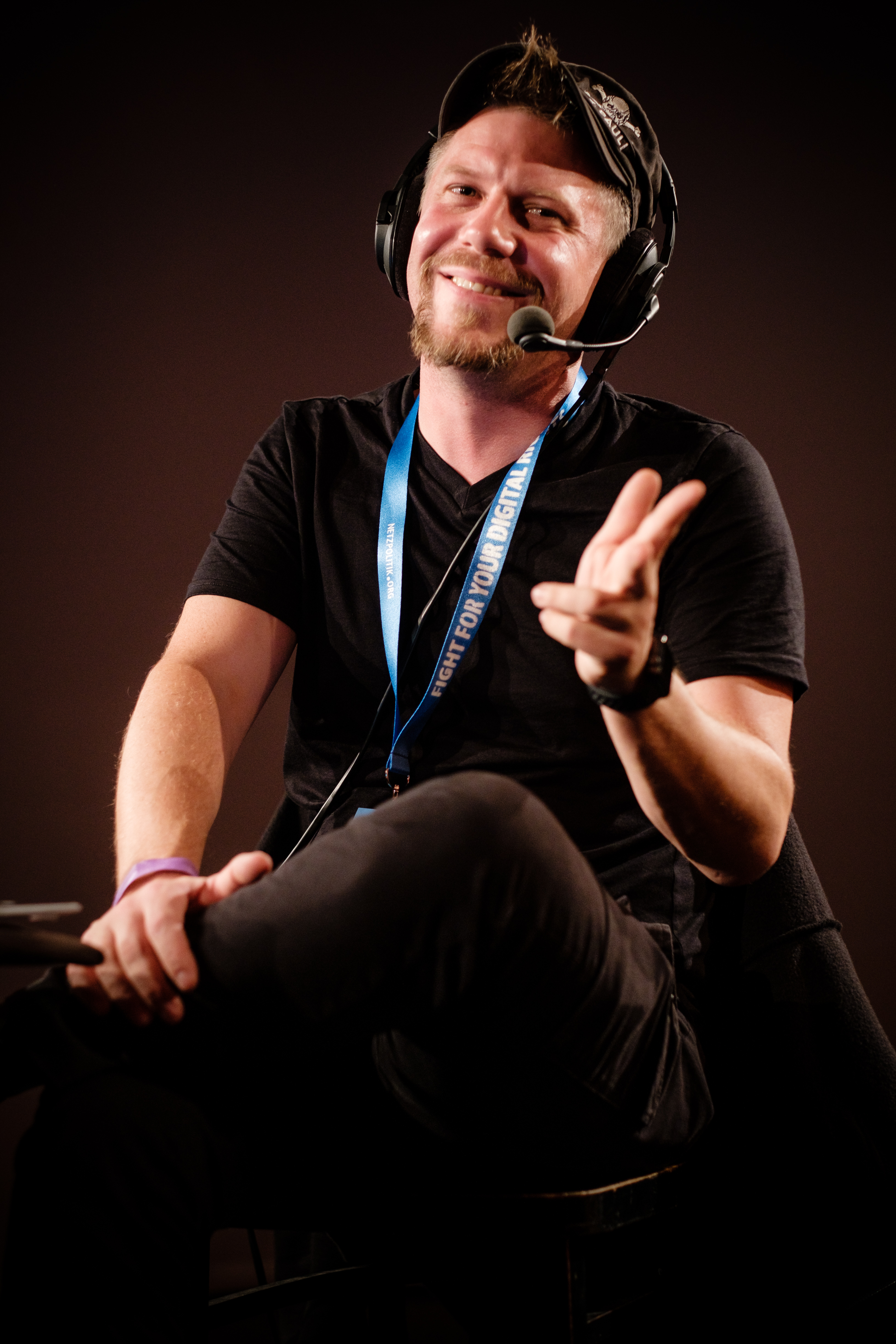
Linus Neumann (* 1983)

- Neumann, Liselotte (* 1966), schwedische Golferin
- Neumann, Lonny (* 1934), deutsche Schriftstellerin
- Neumann, Lothar (1891–1963), deutscher Architekt und Post-Baubeamter
- Neumann, Lothar (1930–2020), deutscher Fußballspieler
- Neumann, Lotte (1896–1977), deutsche SchauspielerinLotte Neumann (1896–1977)

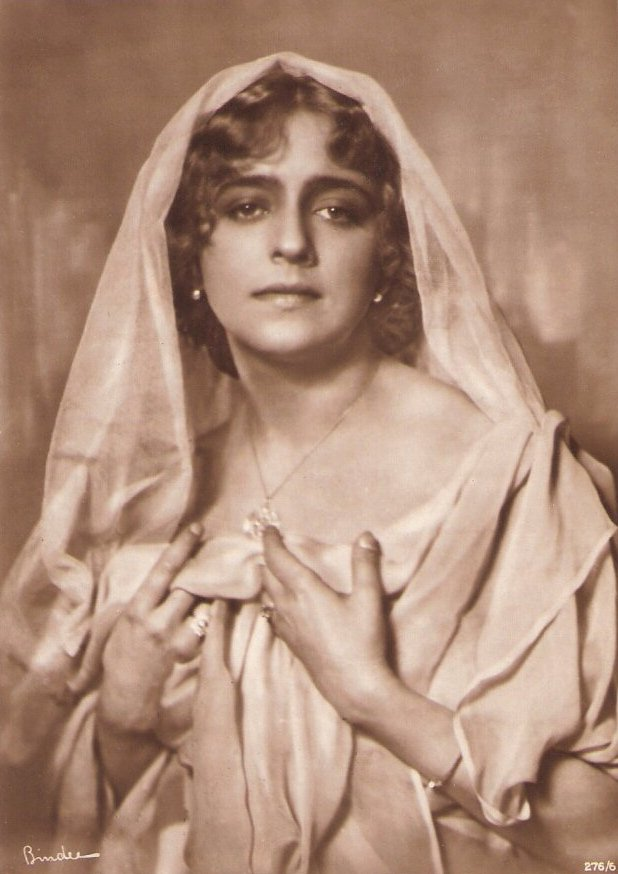
Lotte Neumann (1896–1977)

- Neumann, Louis Georges (1846–1930), französischer Veterinärmediziner, Entomologe, Arachnologe und Parasitologe
- Neumann, Ludwig (1854–1925), deutscher Geograph
- Neumann, Ludwig Gottfried (1813–1865), österreichischer Schriftsteller und Verwaltungsbeamter
- Neumann, Ludwig Wilhelm (1762–1847), Ehrenbürger von Berlin
- Neumann, Luise (1818–1905), deutsch-österreichische Schauspielerin
- Neumann, Luise (1837–1934), deutsche Landschafts- und Porträtmalerin
- Neumann, Lydia (* 1986), deutsche Fußballspielerin

###### Neumann, M
- Neumann, Malte (* 1968), deutscher Musiker, Keyboarder der Hamburger Rockband Selig
- Neumann, Manfred (* 1938), deutscher Maler und Zeichner
- Neumann, Manfred J. M. (1940–2016), deutscher Ökonom
- Neumann, Manuel (* 1986), deutscher Eishockeyspieler
- Neumann, Marcel (* 1988), deutscher Eishockeyspieler
- Neumann, Marco (* 1988), deutscher Ruderer
- Neumann, Margarete (1917–2002), deutsche Schriftstellerin und Lyrikerin
- Neumann, Maria (* 1970), österreichische Politikerin (ÖVP)
- Neumann, Marianne (* 1987), deutsche Sängerin, Songwriterin und HörfunkmoderatorinMarianne Neumann (* 1987)

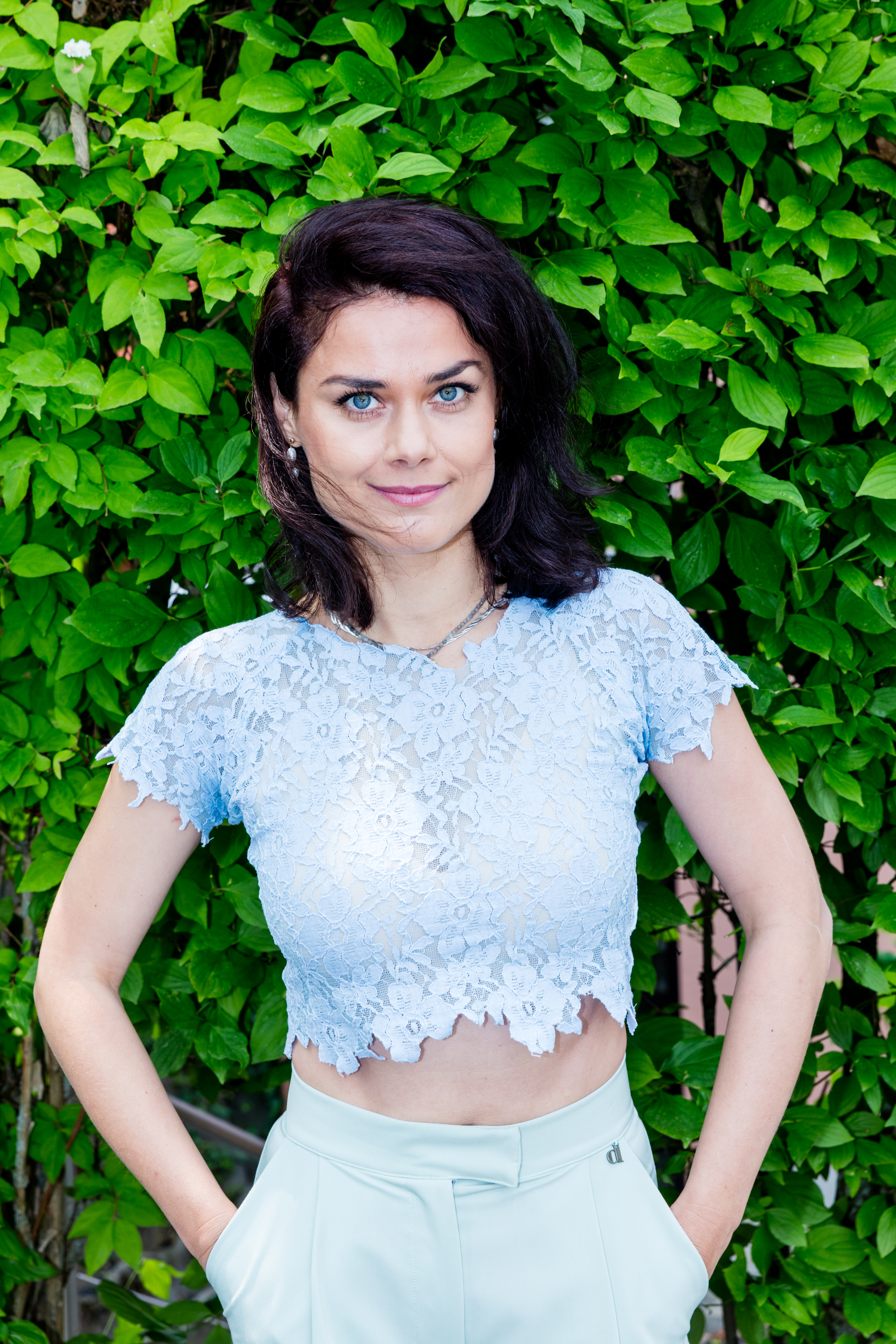
Marianne Neumann (* 1987)

- Neumann, Mario (* 1966), deutscher Fußballtorhüter
- Neumann, Mario (* 1988), deutscher Schauspieler
- Neumann, Mark (* 1954), US-amerikanischer Politiker
- Neumann, Marko (* 1987), deutscher Pokerspieler
- Neumann, Markus (* 1975), deutscher Radiomoderator, Redakteur und Schauspieler
- Neumann, Martin (1760–1820), Landtagsabgeordneter Herzogtum Nassau
- Neumann, Martin (* 1956), deutscher Politiker (FDP)
- Neumann, Martin H. (* 1961), deutscher Romanist
- Neumann, Martin R., deutscher Filmproduzent
- Neumann, Marvin (* 1993), deutscher ehemaliger Politiker (AfD)
- Neumann, Mathias (1920–1977), deutscher Hörspielregisseur
- Neumann, Mathias (* 1965), deutscher Kameramann
- Neumann, Mathieu (1867–1928), deutscher Komponist, Organist, Dirigent und Chorleiter
- Neumann, Matt (* 1989), kanadischer Biathlet
- Neumann, Matthias (* 1960), deutscher Fotograf
- Neumann, Matthias (* 1984), deutscher Organist und Dirigent
- Neumann, Max (1885–1973), deutscher Maler und Illustrator
- Neumann, Max (* 1949), deutscher Maler
- Neumann, Max (* 1995), australischer Triathlet
- Neumann, Max Paul (1874–1937), deutscher Agrarwissenschaftler
- Neumann, Michael (* 1970), deutscher Politiker (SPD), MdHB, Senator in HamburgMichael Neumann (* 1970)

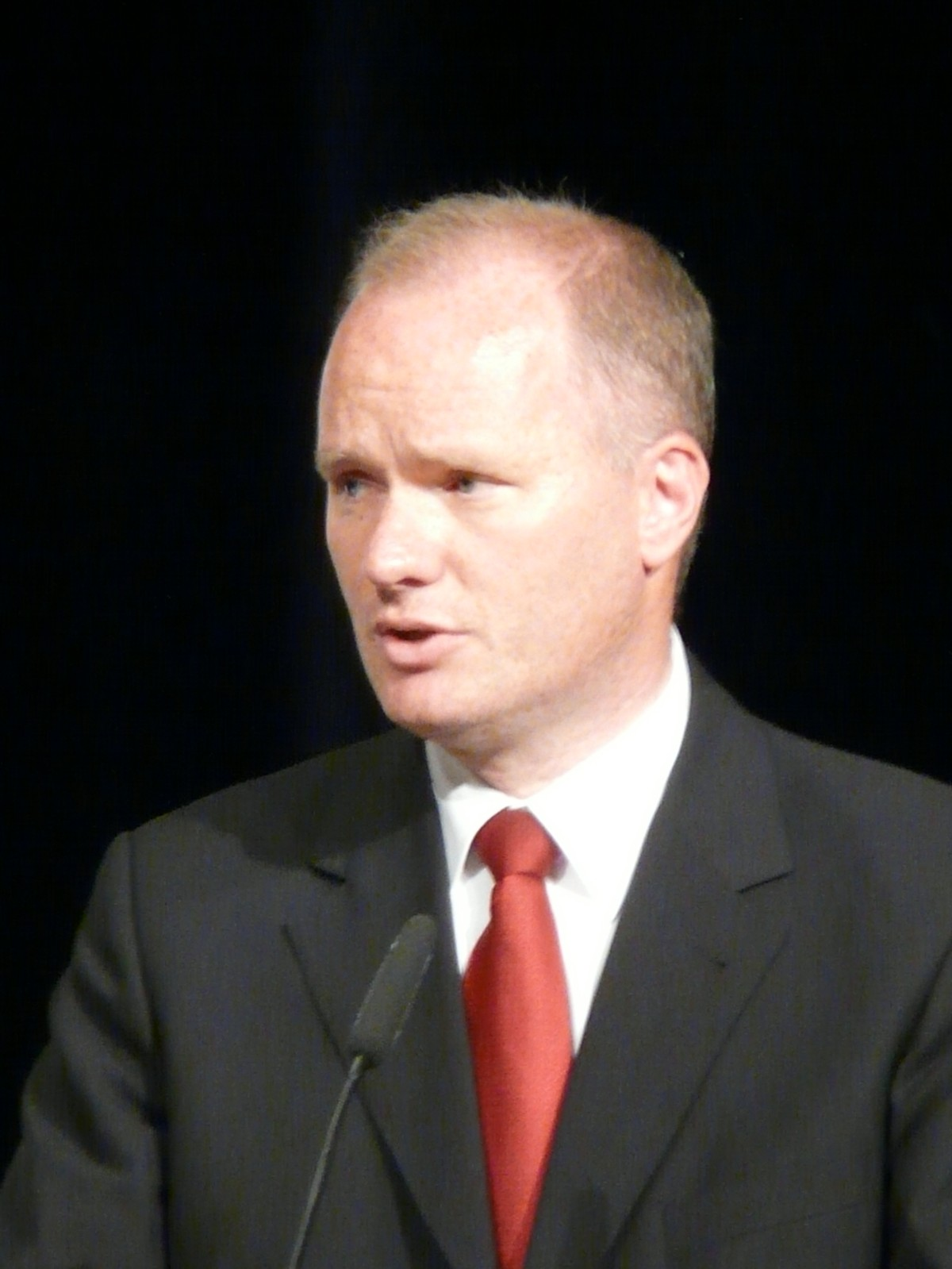
Michael Neumann (* 1970)

- Neumann, Monika (* 1976), deutsche Tischtennisspielerin
- Neumann, Moritz (1948–2016), deutscher Journalist, Buchautor, Kommunalpolitiker (SPD) und Vorsitzender der Jüdischen Gemeinde Darmstadt
- Neumann, Moritz (* 2005), österreichischer Fußballspieler

###### Neumann, N
- Neumann, Nelli (1886–1942), deutsche Mathematikerin und Pädagogin
- Neumann, Neumi (* 1952), deutscher Musiker

###### Neumann, O
- Neumann, Odmar (1942–2013), deutscher Psychologe und Hochschullehrer
- Neumann, Olaf (1938–2017), deutscher Mathematikhistoriker
- Neumann, Olaf (* 1969), deutscher Grafikdesigner und Briefmarkenkünstler
- Neumann, Oliver (* 1976), deutscher Filmeditor und Filmproduzent
- Neumann, Oscar (1867–1946), deutscher OrnithologeOscar Neumann (1867–1946)

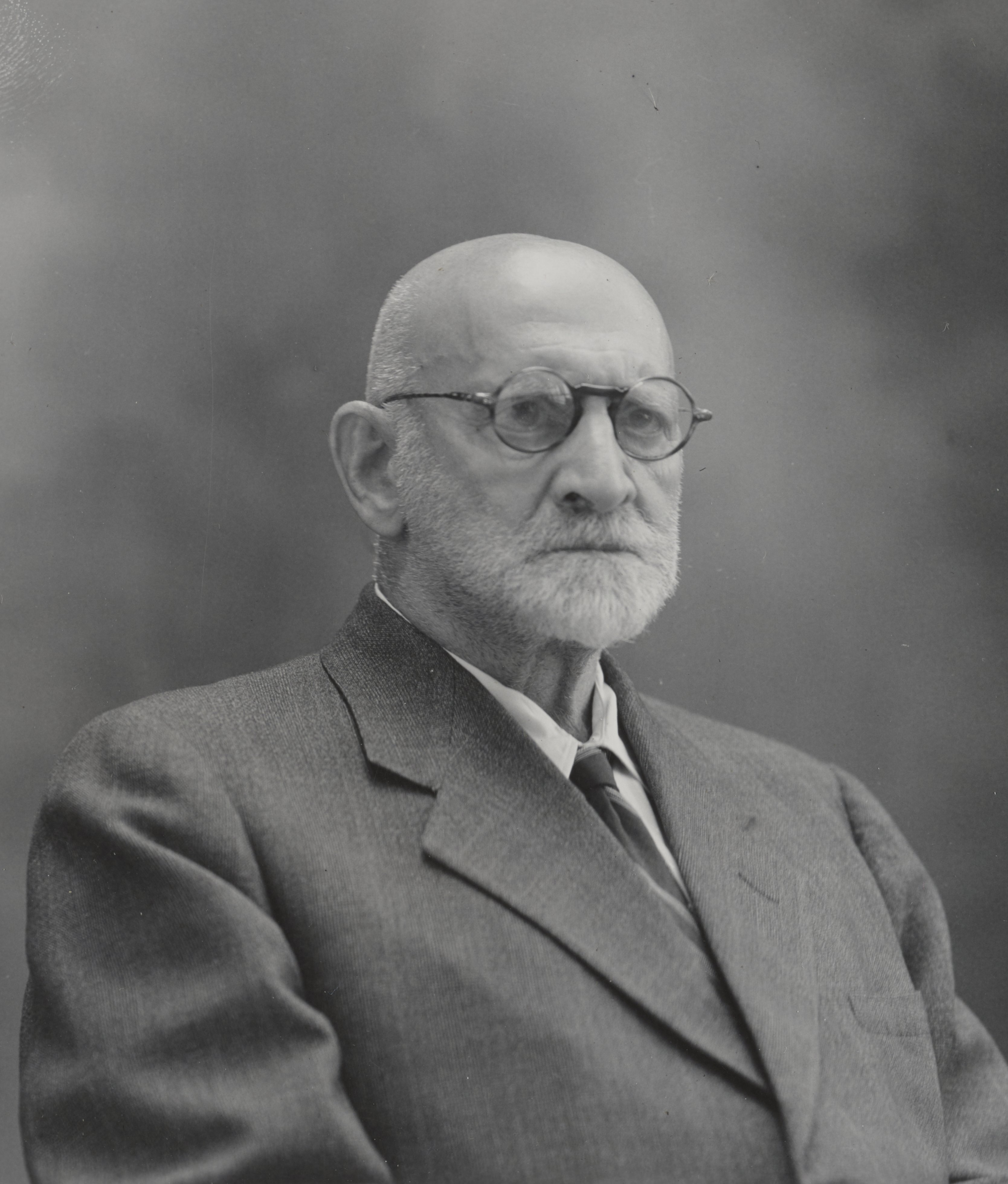
Oscar Neumann (1867–1946)

- Neumann, Oskar (1917–1993), deutscher KPD-Funktionär und Publizist
- Neumann, Oswald (1751–1801), Abt des Klosters Hohenfurth in Südböhmen
- Neumann, Otto (1884–1969), deutscher Jurist und Militärrichter
- Neumann, Otto (1891–1956), österreichischer Sänger
- Neumann, Otto (1902–1990), deutscher Leichtathlet

###### Neumann, P
- Neumann, Patricia, österreichische Managerin
- Neumann, Patrick (* 1980), deutscher Fußballspieler
- Neumann, Paul (1865–1923), Gemeindevorsteher von Nowawes
- Neumann, Paul (1875–1932), österreichischer Schwimmer
- Neumann, Paul (1880–1961), deutscher Politiker (SPD), MdHB, Hamburger Senator
- Neumann, Paul (1929–2015), deutscher Politiker (SPD), MdB
- Neumann, Paul (* 1943), deutscher Übersetzer
- Neumann, Peter (* 1939), deutscher Physiker
- Neumann, Peter (* 1940), deutscher Kirchenmusiker und Hochschullehrer
- Neumann, Peter (1940–2020), britischer Mathematiker
- Neumann, Peter (1941–2023), deutscher Ingenieur und Hochschullehrer
- Neumann, Peter (* 1948), deutscher Motorradsportler
- Neumann, Peter (* 1955), deutscher Fußballspieler (DDR)
- Neumann, Peter (1957–2022), deutscher Basketballfunktionär
- Neumann, Peter (* 1967), deutscher Bienenforscher
- Neumann, Peter (* 1967), deutscher Journalist und Medienmanager
- Neumann, Peter (* 1987), deutscher Lyriker
- Neumann, Peter Horst (1936–2009), deutscher Lyriker, Essayist und Literaturwissenschaftler
- Neumann, Peter R. (* 1974), deutscher PolitikwissenschaftlerPeter R. Neumann (* 1974)

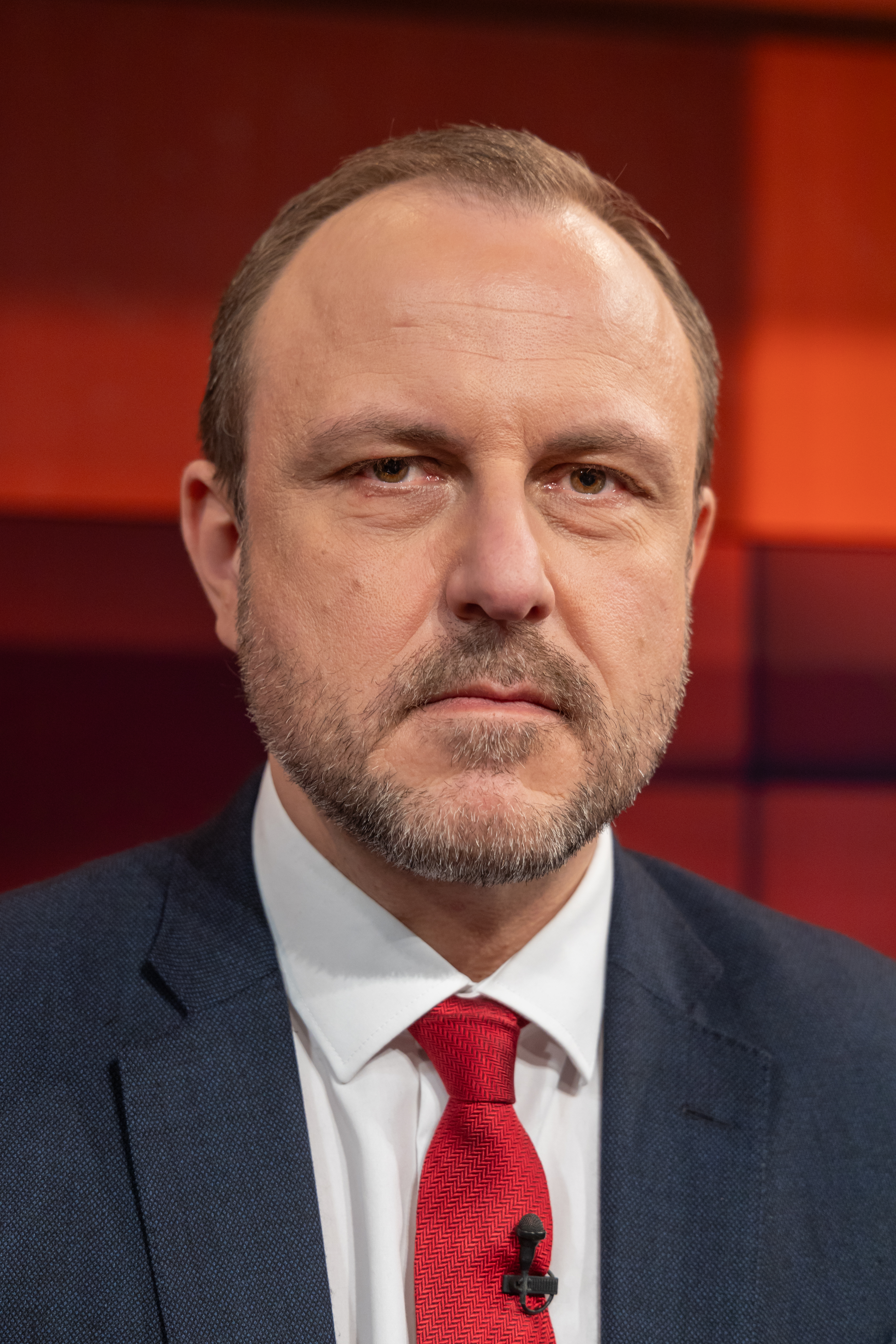
Peter R. Neumann (* 1974)

- Neumann, Phil (* 1997), deutscher Fußballspieler
- Neumann, Philipp (* 1992), deutscher Basketballspieler
- Neumann, Philipp J. (* 1977), deutscher Regisseur
- Neumann, Pierre (* 1951), Schweizer Grafikdesigner, Fotograf, Plakatkünstler, Buchgestalter und Kunstlehrer

###### Neumann, R
- Neumann, Rainer (* 1949), deutscher Politiker (CDU), MdL Brandenburg
- Neumann, Renate (* 1940), deutsche Bildhauerin und Zeichnerin
- Neumann, Renate (1954–1994), deutsche Schriftstellerin und Journalistin
- Neumann, Ria (* 1941), deutsche Schriftstellerin
- Neumann, Ricardo-Horacio (1946–2008), argentinischer Fußballspieler
- Neumann, Richard (1878–1955), deutscher Jurist und Überlebender des Holocaust
- Neumann, Richard (1879–1961), österreichischer Unternehmer und Kunstsammler
- Neumann, Robert (1897–1975), österreichisch-britischer Schriftsteller und Publizist
- Neumann, Robert (1902–1962), deutscher Pathologe und KZ-Arzt
- Neumann, Robert (* 1967), deutscher Badmintonspieler
- Neumann, Robert (* 2001), deutscher Pianist
- Neumann, Roger (1941–2018), US-amerikanischer Jazzmusiker
- Neumann, Ronnith (* 1948), deutsch-israelische Schriftstellerin und Fotografin
- Neumann, Rudolf (1908–1999), deutscher Widerstandskämpfer gegen den Nationalsozialismus
- Neumann, Rudolf Otto (1868–1952), deutscher Hygieniker und Bakteriologe
- Neumann, Rudolf Sylvius (1805–1881), preußischer Generalleutnant

###### Neumann, S
- Neumann, Salomon (1819–1908), Berliner Armenarzt und Statistiker
- Neumann, Samuel Traugott (1759–1831), deutscher Advokat, Bürgermeister (Görlitz)
- Neumann, Sandra, deutsche Pädagogin
- Neumann, Sandra (* 1980), deutsche Sprinterin
- Neumann, Sebastian (* 1991), deutscher Fußballspieler
- Neumann, Siegfried (1934–2025), deutscher Germanist, niederdeutscher Volkskundler und Hochschullehrer
- Neumann, Siegmund (1907–1960), deutscher kommunistischer und sozialdemokratischer Funktionär und Gewerkschafter
- Neumann, Sigmund (1904–1962), deutscher Politikwissenschaftler und Soziologe
- Neumann, Stanislav Kostka (1875–1947), tschechischer Dichter
- Neumann, Stefan (* 1966), deutscher Offizier, Brigadegeneral der Luftwaffe der Bundeswehr
- Neumann, Susanne (1959–2019), deutsche Autorin, Gewerkschafterin und Hausreinigungsfachkraft
- Neumann, Sven-Gösta (1909–1985), schwedischer Romanist

###### Neumann, T
- Neumann, Theodor (1783–1867), Verwaltungsjurist und Abgeordneter im Fürstentum Waldeck
- Neumann, Theodor (1823–1856), deutscher Lokalhistoriker, Archivar und Zeitschriften-Herausgeber
- Neumann, Therese (1898–1962), bayerische BauernmagdTherese Neumann (1898–1962)

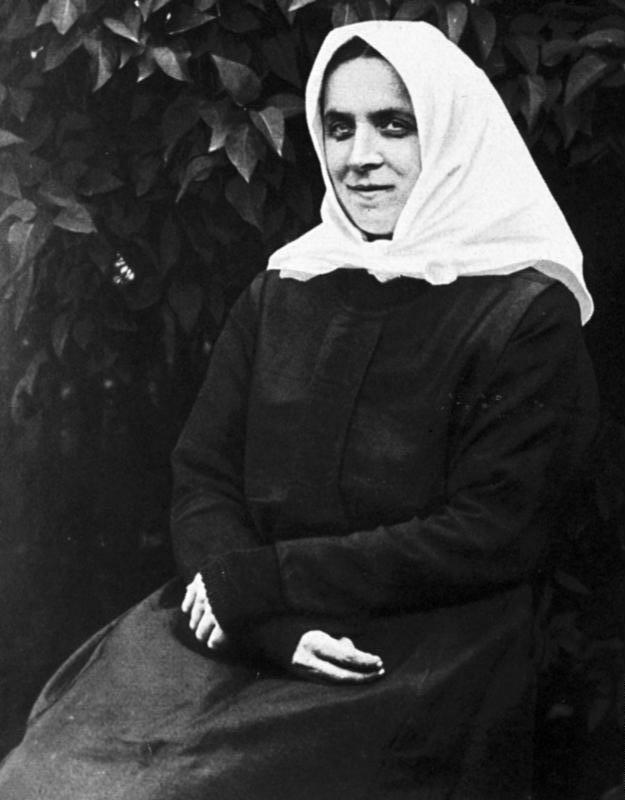
Therese Neumann (1898–1962)

- Neumann, Thomas (1937–2002), deutscher Soziologe und Publizist
- Neumann, Thomas (* 1946), deutscher Schauspieler
- Neumann, Thomas (* 1975), deutscher Fotograf und Künstler
- Neumann, Thomas (* 1977), deutscher Informatiker
- Neumann, Thomas (* 1988), deutscher Kart- und Automobilrennfahrer
- Neumann, Thorsten (* 1955), deutscher Fußballspieler
- Neumann, Till (* 1983), deutscher Musiker
- Neumann, Tobi (* 1965), deutscher Filmkomponist, House-DJ und Produzent
- Neumann, Tobias (* 1980), deutscher Synchronautor
- Neumann, Tobias (* 1988), deutscher Volleyballspieler
- Neumann, Toni, deutscher Koch
- Neumann, Torben (* 1991), deutscher Ruderer

###### Neumann, U
- Neumann, Udo (* 1963), deutscher Sportkletterer und Autor
- Neumann, Ulfrid (* 1947), deutscher Rechtswissenschaftler
- Neumann, Ulrich (1903–1977), deutscher Ingenieur und Manager
- Neumann, Ulrich (* 1954), deutscher Fernsehjournalist, Filmemacher und Autor
- Neumann, Ulrik (1918–1994), dänischer Gitarrist, Sänger, Komponist und Filmschauspieler
- Neumann, Ulrike (* 1945), deutsche Politikerin (SPD), MdA
- Neumann, Ursula (* 1949), deutsche Erziehungswissenschaftlerin
- Neumann, Uwe († 2025), deutscher Schwimmtrainer

###### Neumann, V
- Neumann, Václav (1920–1995), tschechischer Dirigent, Violine- und Viola-Spieler
- Neumann, Vanessa (* 1990), deutsche Rennfahrerin und Influencerin
- Neumann, Veit (* 1969), deutscher römisch-katholischer Theologe, Autor und Publizist sowie Hochschullehrer
- Neumann, Věroslav (1931–2006), tschechischer Komponist und Musikpädagoge
- Neumann, Viktor (1868–1922), deutscher Jurist, Ministerialbeamter und Landtagsabgeordneter
- Neumann, Viktor (* 1958), deutscher Schauspieler und Synchronsprecher
- Neumann, Viola (* 1974), deutsche Schauspielerin
- Neumann, Volker (1942–2025), deutscher Verlagsmanager
- Neumann, Volker (* 1942), deutscher Politiker (SPD), MdB
- Neumann, Volker (* 1947), deutscher Rechtswissenschaftler

###### Neumann, W
- Neumann, Walek (* 1940), deutscher Maler und Holzschneider
- Neumann, Walter (1891–1968), deutscher Politiker (DDP, FDP), MdBB
- Neumann, Walter (1892–1948), deutscher Fabrikant und Fußball-Mäzen
- Neumann, Walter (1926–2022), deutscher Schriftsteller
- Neumann, Walter David (1946–2024), britischer Mathematiker
- Neumann, Walter G. (* 1947), deutscher Philosoph und Sozialwissenschaftler
- Neumann, Walther (1888–1951), deutscher Historiker und Gymnasiallehrer
- Neumann, Waltraud Maria (* 1935), deutsche Philosophin
- Neumann, Werner (1905–1991), deutscher Musikwissenschaftler und Bachforscher
- Neumann, Werner (1931–2015), deutscher Linguist und Hochschullehrer
- Neumann, Werner (* 1953), deutscher Jurist, Vorsitzender Richter am Bundesverwaltungsgericht
- Neumann, Werner (* 1964), deutscher Jazzgitarrist und Musikpädagoge
- Neumann, Werner W. (1916–2003), deutscher Architekt und Maler
- Neumann, Wiebke (* 1986), deutsche Politikerin (SPD)
- Neumann, Wilhelm (1781–1834), deutscher Lyriker, Erzähler, Kritiker, Herausgeber und Übersetzer
- Neumann, Wilhelm (1826–1907), deutscher Architekt und Baubeamter
- Neumann, Wilhelm (1849–1919), deutsch-baltischer Kunsthistoriker
- Neumann, Wilhelm (1877–1944), österreichischer Arzt und Tuberkuloseforscher
- Neumann, Wilhelm (1891–1963), deutscher Gewerkschafter (FDGB)
- Neumann, Wilhelm (1898–1965), deutscher Toxikologe und Arzt
- Neumann, Wilhelm (1915–2009), österreichischer Historiker
- Neumann, Wilhelm (1926–1993), deutscher Chemiker (Organische Chemie)
- Neumann, Wilhelm (1929–2022), deutscher Agrarwissenschaftler und Hochschullehrer
- Neumann, Wilhelm Anton (1837–1919), österreichischer katholischer Theologe
- Neumann, Wilhelm von (1823–1899), deutscher Rittergutsbesitzer, Legationsrat und Politiker, MdR
- Neumann, Willy (1914–1978), deutscher Politiker (DP, GDP, CDU), MdBB
- Neumann, Winfried (* 1942), deutscher Politiker (CDU), MdL
- Neumann, Wolfgang (1936–1996), deutscher Fußballspieler
- Neumann, Wolfgang (* 1944), deutscher Kristallograph
- Neumann, Wolfgang (* 1945), österreichisch-deutscher Opernsänger (Tenor)
- Neumann, Wolfgang (* 1977), deutscher Künstler, Kunstvermittler, Dichter, Musiker und Songwriter
- Neumann, Wolfram (* 1943), deutscher Arzt und Hochschullehrer

###### Neumann-B
- Neumann-Bock, Henny (1855–1942), deutsch-jüdische Konzertsängerin und Übersetzerin
- Neumann-Braun, Klaus (* 1952), deutscher Soziologe und Kommunikationswissenschaftler

###### Neumann-C
- Neumann-Cosel, August Wilhelm von (1786–1865), preußischer General der Infanterie und Chef des Militärkabinetts
- Neumann-Cosel, Gustav von (1819–1879), preußischer Generalleutnant
- Neumann-Cosel, Gustav von (1861–1917), preußischer Generalmajor, Kommandant des Zeughauses, Flügeladjutant von Kaiser Wilhelm II.
- Neumann-Cosel, Isabelle von (* 1951), deutsche Reitlehrerin und Autorin
- Neumann-Cosel, Luise (* 1986), deutsche Umweltaktivistin und GeoökologinLuise Neumann-Cosel (* 1986)

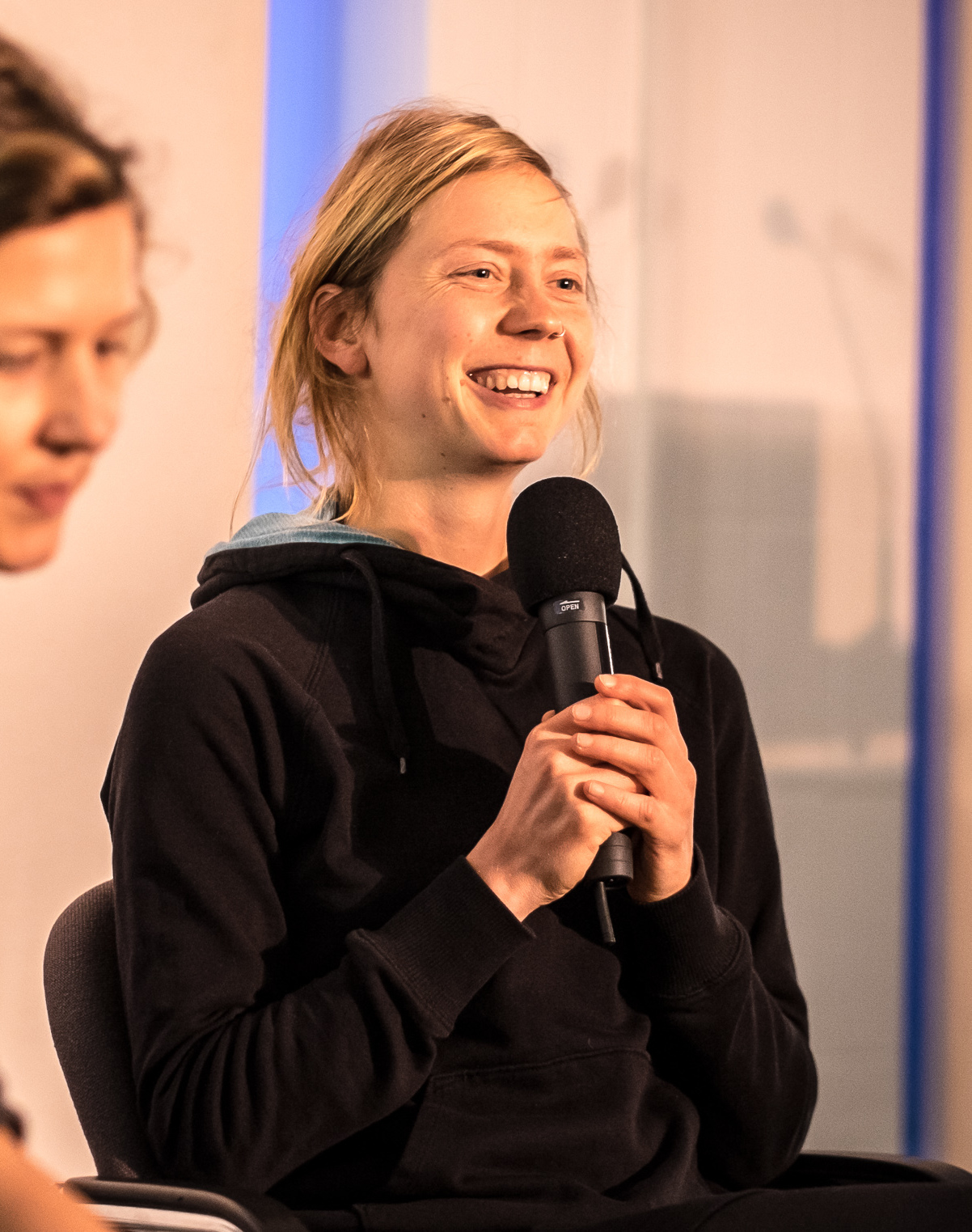
Luise Neumann-Cosel (* 1986)

- Neumann-Cosel, Rudolf von (1822–1888), preußischer Generalmajor

###### Neumann-E
- Neumann-Ettenreich, Robert (1857–1926), österreichischer Jurist und Richter

###### Neumann-H
- Neumann-Hartberger, Irene (* 1974), österreichische Politikerin (ÖVP), Abgeordnete zum Nationalrat
- Neumann-Hegenberg, Fritz (1884–1924), deutscher Maler
- Neumann-Hofer, Adolf (1867–1925), deutscher Verleger und Politiker (FVg, FVP, DDP), MdR
- Neumann-Hofer, Annie (* 1867), deutschsprachige Schriftstellerin, Übersetzerin und Konzertpianistin US-amerikanischer Herkunft
- Neumann-Hofer, Otto (1857–1941), deutscher Journalist, Schriftsteller, Theaterintendant und Kunstkritiker
- Neumann-Holzschuh, Ingrid (* 1953), deutsche Sprachwissenschaftlerin

###### Neumann-K
- Neumann-Kleinpaul, Kurt (1882–1958), deutscher Veterinärmediziner und Hochschullehrer in Berlin

###### Neumann-N
- Neumann-Neander, Ernst (1871–1954), deutscher Kunstmaler, Erfinder und MotorradbauerErnst Neumann-Neander (1871–1954)

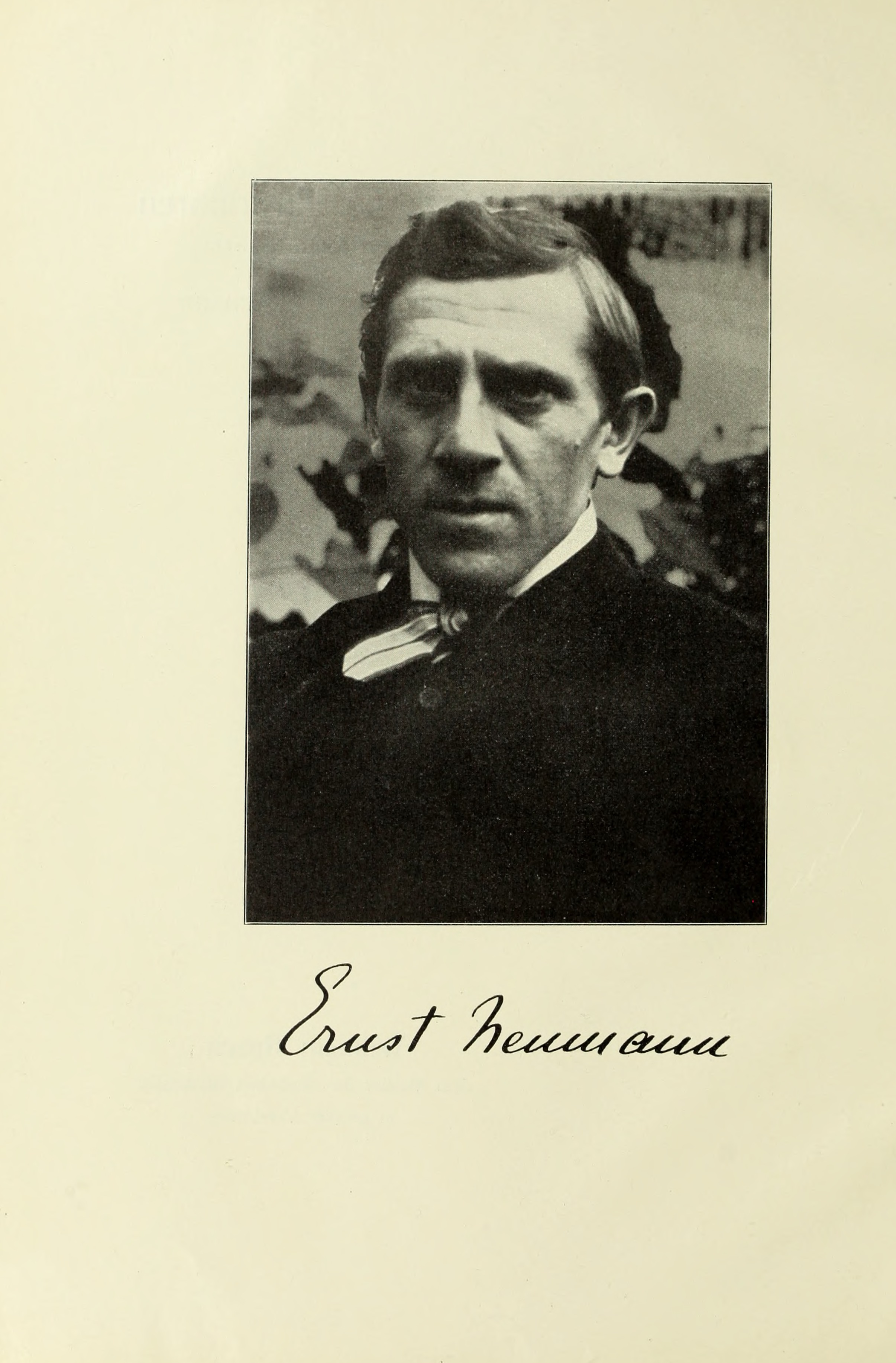
Ernst Neumann-Neander (1871–1954)

- Neumann-Neurode, Detleff (1879–1945), deutscher Urheber der Kleinkind- und Säuglingsgymnastik

###### Neumann-R
- Neumann-Redlin von Meding, Eberhard (* 1941), deutscher Gynäkologe, Königsberg-Historiker und Musiker

###### Neumann-S
- Neumann-Silkow, Walter (1894–1941), deutscher Offizier, zuletzt Generalleutnant im Zweiten Weltkrieg
- Neumann-Spallart, Franz Xaver von (1837–1888), österreichischer Volkswirt und Statistiker
- Neumann-Spallart, Gabrielle von (1851–1930), österreichische Komponistin
- Neumann-St. George, Gottfried August (1870–1923), deutsch-schweizerischer Landschaftsmaler, Figurenmaler und Stilllebenmaler der Düsseldorfer Schule

###### Neumann-T
- Neumann-Tachilzik, Hannelore (1939–2012), deutsche Malerin und Grafikerin
- Neumann-Torborg, Wilhelm (1856–1917), deutscher Bildhauer

###### Neumann-V
- Neumann-Viertel, Elisabeth (1900–1994), österreichische Schauspielerin
- Neumann-Volmer, Amy (* 1957), deutsche Ärztin

###### Neumann-W
- Neumann-Walter, Wilhelm (1873–1926), österreichischer Politiker (DnP), Abgeordneter zum Nationalrat
- Neumann-Wirsig, Heidi (* 1950), deutsche Diplom-Sozialarbeiterin, Supervisorin, Lehrsupervisorin und Fachbuchautorin

###### Neumanno
- Neumannová, Kateřina (* 1973), tschechische Skilangläuferin
- Neumannová, Leona (* 1987), tschechische Volleyballspielerin

##### Neumano
- Neumanová, Tereza (* 1998), tschechische Radrennfahrerin

#### Neumar
- Neumar, Rudolf (1919–1972), deutscher Jurist
- Neumark, Daniel M. (* 1955), US-amerikanischer Chemiker (Physikalische Chemie)
- Neumark, David (1866–1924), jüdischer Religionsphilosoph
- Neumark, Friedrich (1876–1957), deutscher Architekt
- Neumark, Fritz (1900–1991), deutscher Finanzwissenschaftler
- Neumark, Georg (1621–1681), deutscher Dichter und KomponistGeorg Neumark (1621–1681)

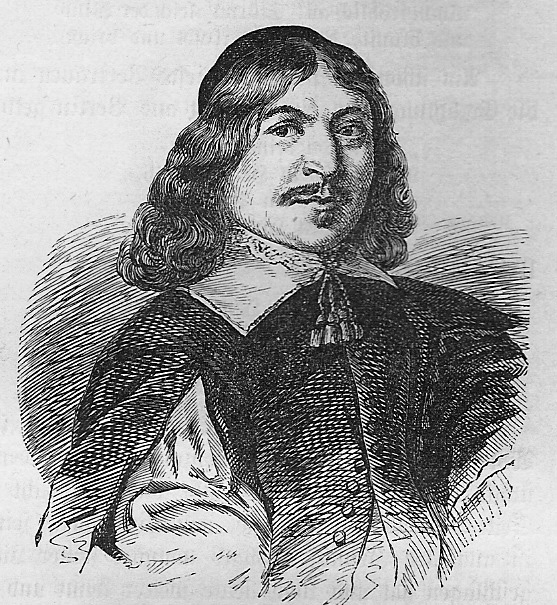
Georg Neumark (1621–1681)

- Neumark, Gertrude (1927–2010), US-amerikanische Physikerin
- Neumark, Johann Christian (1740–1811), deutscher Gärtner
- Neumark, Käthe (1871–1939), deutsche Krankenschwester und Kinderärztin jüdischen Glaubens
- Neumark, Lieselott (1910–1943), deutsche römisch-katholische Märtyrerin und Opfer des Holocaust
- Neumark, Manass (1875–1942), deutscher Rabbiner
- Neumark, Mark (1909–1978), sowjetischer Mathematiker
- Neumark, Meir (* 1688), deutscher Übersetzer, Geograph und Kosmograph
- Neumark, Moritz (1866–1943), deutscher Industrieller
- Neumärker, Heinz (1935–2017), deutscher Amateurfotograf und Bildautor
- Neumärker, Uwe (* 1970), deutscher Historiker

#### Neumay
- Neumayer, Andree (* 1995), österreichischer Fußballspieler
- Neumayer, Burkard (* 1956), deutscher Mathematiker und Maler
- Neumayer, Carlos, deutsch-mexikanischer Fußballspieler
- Neumayer, Christopher (* 1992), österreichischer Skirennläufer
- Neumayer, Edmund Paul (1908–1934), deutscher SA-Angehöriger
- Neumayer, Friedrich (1857–1933), deutscher Rechtsanwalt und Manager
- Neumayer, Fritz (1884–1973), deutscher Politiker (FDP, FVP, DP), MdL, MdB
- Neumayer, Georg von (1826–1909), deutscher Geophysiker und PolarforscherGeorg von Neumayer (1826–1909)

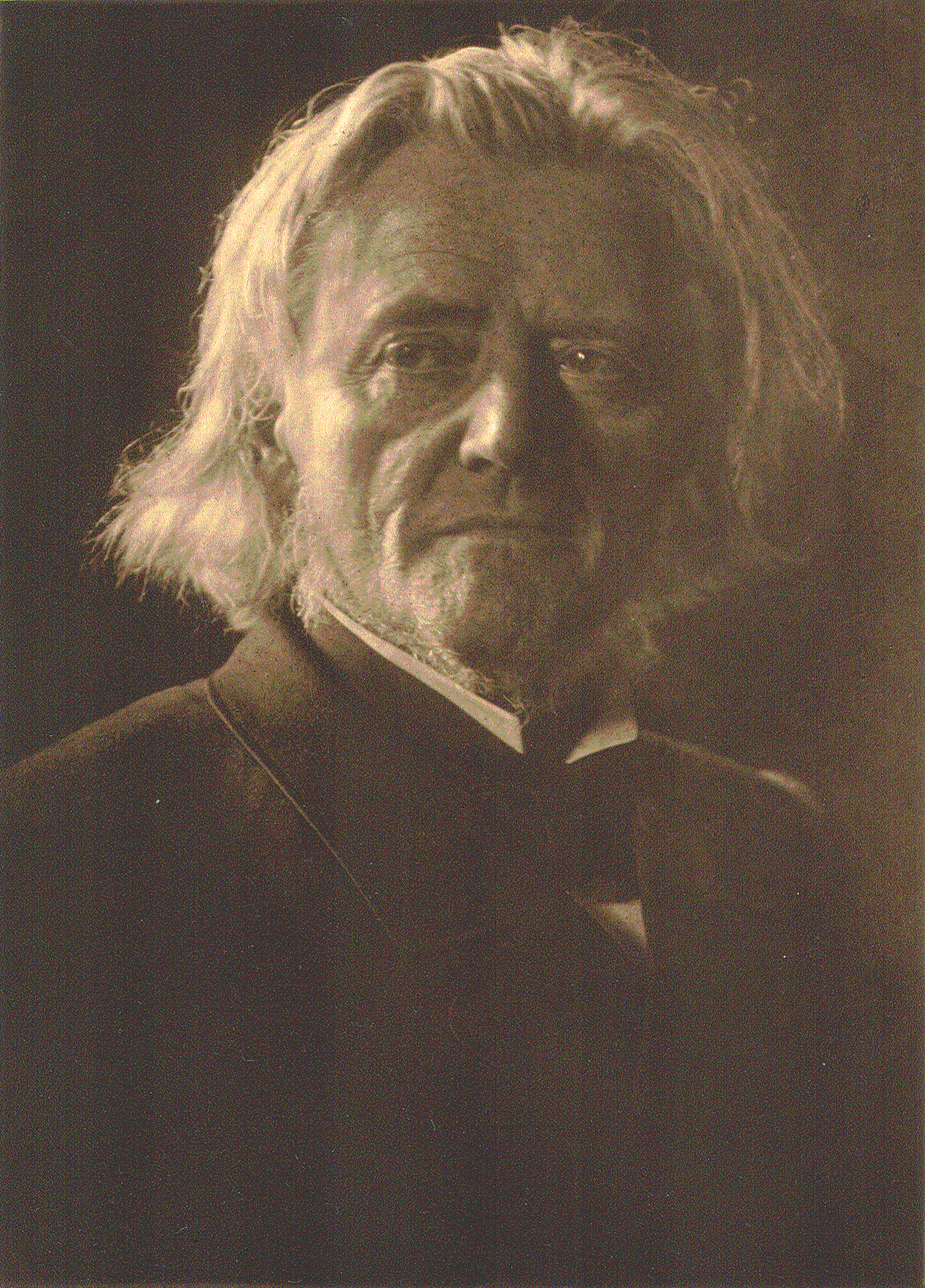
Georg von Neumayer (1826–1909)

- Neumayer, Hans (* 1956), deutscher Radrennfahrer
- Neumayer, Jörg (* 1984), österreichischer Politiker (SPÖ), LandtagsabgeordneterJörg Neumayer (* 1984)

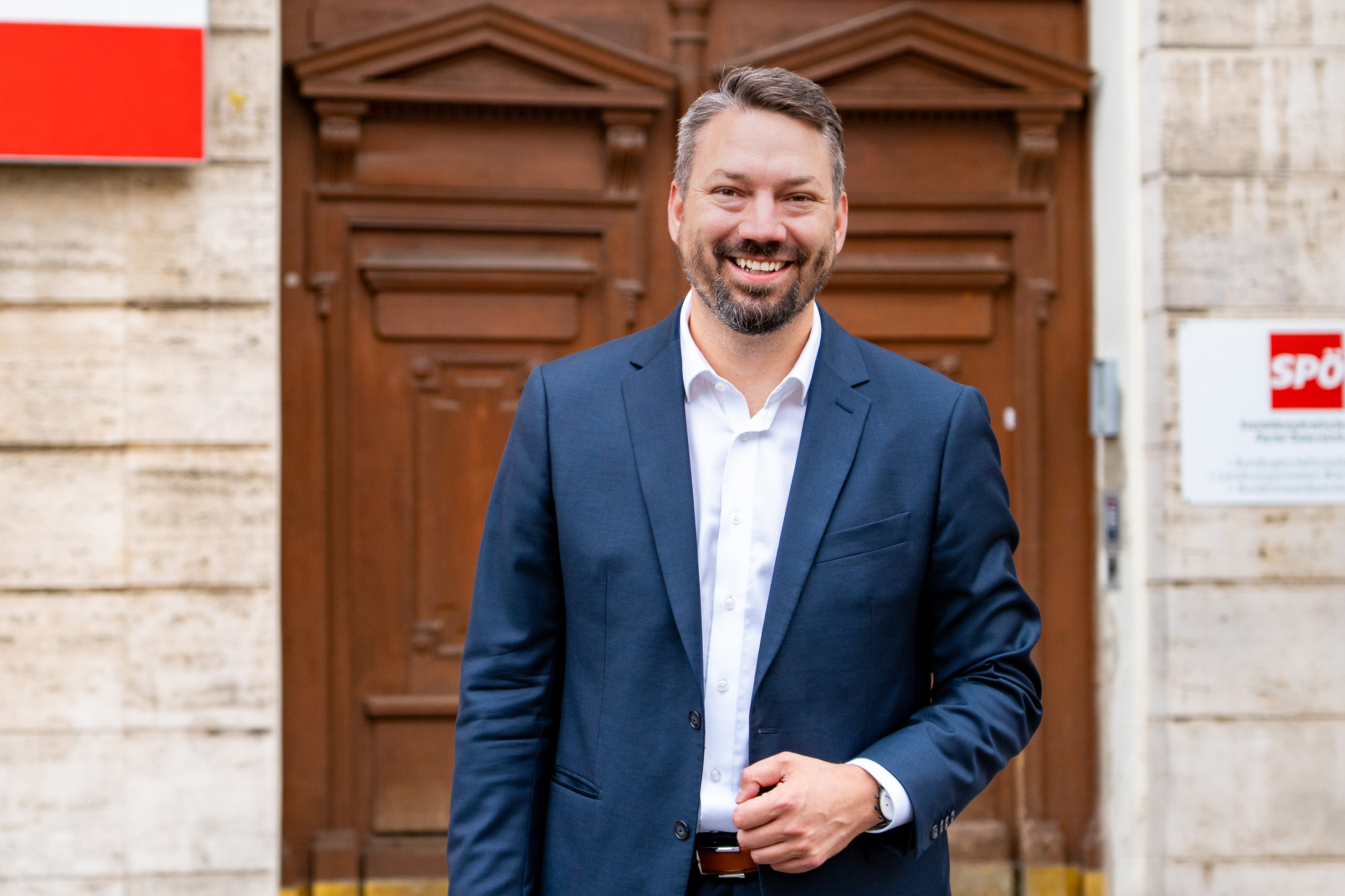
Jörg Neumayer (* 1984)

- Neumayer, Josef (1844–1923), österreichischer Politiker (CS), Wiener Bürgermeister, Landtagsabgeordneter
- Neumayer, Karl Heinz (1920–2009), deutscher Rechtswissenschaftler
- Neumayer, Lukas (* 2002), österreichischer Tennisspieler
- Neumayer, Mathias (1832–1902), österreichischer Politiker
- Neumayer, Maximilian Georg Joseph (1789–1866), französischer General deutscher Abstammung
- Neumayer, Michael (* 1979), deutscher Skispringer
- Neumayer, Rudolf (1887–1977), österreichischer Politiker und Minister
- Neumayer, Silke (* 1962), deutsche Autorin
- Neumayr, Albert (* 1944), österreichischer Komponist und Chorleiter
- Neumayr, Anton (1887–1954), österreichischer Politiker und Bürgermeister der Stadt Salzburg
- Neumayr, Carmen Marietta (* 1965), bayerische Volksschauspielerin
- Neumayr, Fabian (* 1999), österreichischer Fußballspieler
- Neumayr, Franz (1697–1765), deutscher katholischer Theologe, Jesuit, Prediger, Dramatiker und Schriftsteller
- Neumayr, Josef (* 1966), österreichischer Journalist
- Neumayr, Ludwig von (1810–1895), deutscher Richter
- Neumayr, Markus (* 1986), deutsch-schweizerischer FußballspielerMarkus Neumayr (* 1986)

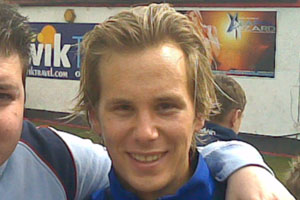
Markus Neumayr (* 1986)

- Neumayr, Matthias (* 1958), österreichischer Rechtswissenschaftler, Richter am Obersten Gerichtshof und Universitätsprofessor
- Neumayr, Max von (1808–1881), bayerischer Politiker
- Neumayr, Melchior (1845–1890), österreichischer Geologe und Paläontologe
- Neumayr, Rudolf (1845–1903), österreichischer Architekt
- Neumayr, Sepp (1932–2020), österreichischer Komponist

### Neumc
- Neumcke, Johann Anton Heinrich (1758–1826), deutscher Beamter und Bürgermeister

### Neume
- Neumeier, Beate (* 1955), deutsche Anglistin
- Neumeier, Edward (* 1957), amerikanischer Drehbuchautor
- Neumeier, Gerhard (* 1960), deutscher Archivar und Historiker
- Neumeier, Johann (* 1945), deutscher Politiker (CSU), MdL
- Neumeier, John (* 1939), US-amerikanischer Tänzer und Choreograf
- Neumeier, Josef (1934–2020), deutscher Politiker (CSU) und Landshuter Landrat
- Neumeier, Lara (* 1998), deutsche Kletterin
- Neumeier, Mani (* 1940), deutscher Rockmusiker, Free-Jazz-Schlagzeuger, Frontmann (Sänger und Schlagzeuger) der deutschen Krautrock-Band Guru Guru
- Neumeier, Michael (1880–1962), deutscher Bürgermeister
- Neumeier, Moritz (* 1988), deutscher Stand-up-Künstler, Moderator und ehemaliger Slam-PoetMoritz Neumeier (* 1988)

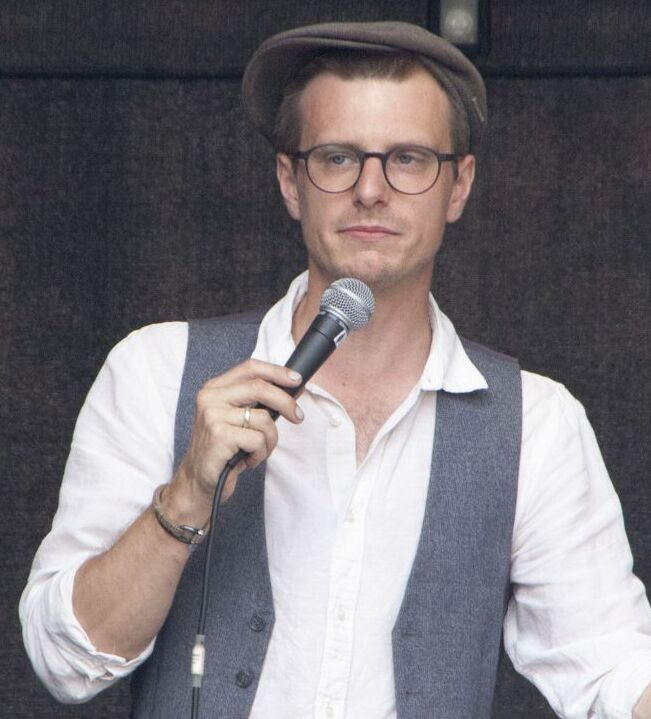
Moritz Neumeier (* 1988)

- Neumeister, Alexander (* 1941), deutscher Designer
- Neumeister, Andreas (* 1959), deutscher Schriftsteller
- Neumeister, Brigitte (1944–2013), österreichische Schauspielerin
- Neumeister, Christian (1824–1897), deutscher Beamter und Politiker, MdL
- Neumeister, Christoff (* 1933), deutscher Altphilologe
- Neumeister, Ed (* 1952), US-amerikanischer Jazzmusiker
- Neumeister, Emilie (* 1999), deutsche Schauspielerin
- Neumeister, Erdmann (1671–1756), deutscher Dichter und Theologe
- Neumeister, Günter (* 1951), deutscher Agraringenieur und Politiker (SPD), MdV, MdL
- Neumeister, Hanna (1920–2010), deutsche Politikerin (CDU), MdB
- Neumeister, Hans (1908–1996), deutscher politischer KZ-Häftling
- Neumeister, Johann August (1730–1802), vogtländischer Kattundrucker
- Neumeister, Johann Christoph (1697–1769), deutscher Pfarrer und Autor
- Neumeister, Jörn (* 1987), deutscher Fußballspieler
- Neumeister, Marc (* 1984), deutscher Theaterschauspieler, Regisseur und künstlerischer Leiter des Leo Theaters Ennepetal
- Neumeister, Max (1849–1929), deutscher Forstbeamter und Forstwissenschaftler
- Neumeister, Michael (* 1985), deutscher Volleyballspieler
- Neumeister, Otto (1930–1985), deutscher Maschinenbauingenieur
- Neumeister, Sebastian (1938–2023), deutscher Romanist
- Neumeister, Wolf (1897–1984), deutscher Schriftsteller und Drehbuchautor
- Neumer, Karl (1887–1984), deutscher Radrennfahrer
- Neumer, Leopold (1919–1990), österreichischer Fußballspieler
- Neumerkel, Hans (1886–1946), deutscher Reichsgerichtsrat
- Neumerkel, Manfred (* 1929), deutscher Fußballspieler
- Neumeyer, Alfred (1867–1944), deutscher Jurist und Verbandsfunktionär
- Neumeyer, Alfred (1901–1973), US-amerikanisch-deutscher Kunsthistoriker und Schriftsteller
- Neumeyer, Christine (* 1965), österreichische Autorin
- Neumeyer, Fritz (1900–1983), deutscher Cembalist, Pianist und Komponist
- Neumeyer, Fritz Ludwig (1875–1935), deutscher Unternehmer
- Neumeyer, Hans-Friedrich (1903–1973), deutscher Unternehmer
- Neumeyer, Harald (* 1962), deutscher Literaturwissenschaftler
- Neumeyer, Jürgen (1968–2024), deutscher Politologe
- Neumeyer, Karl (1869–1941), deutscher Rechtswissenschaftler
- Neumeyer, Martin (* 1954), deutscher Politiker (CSU), MdLMartin Neumeyer (* 1954)

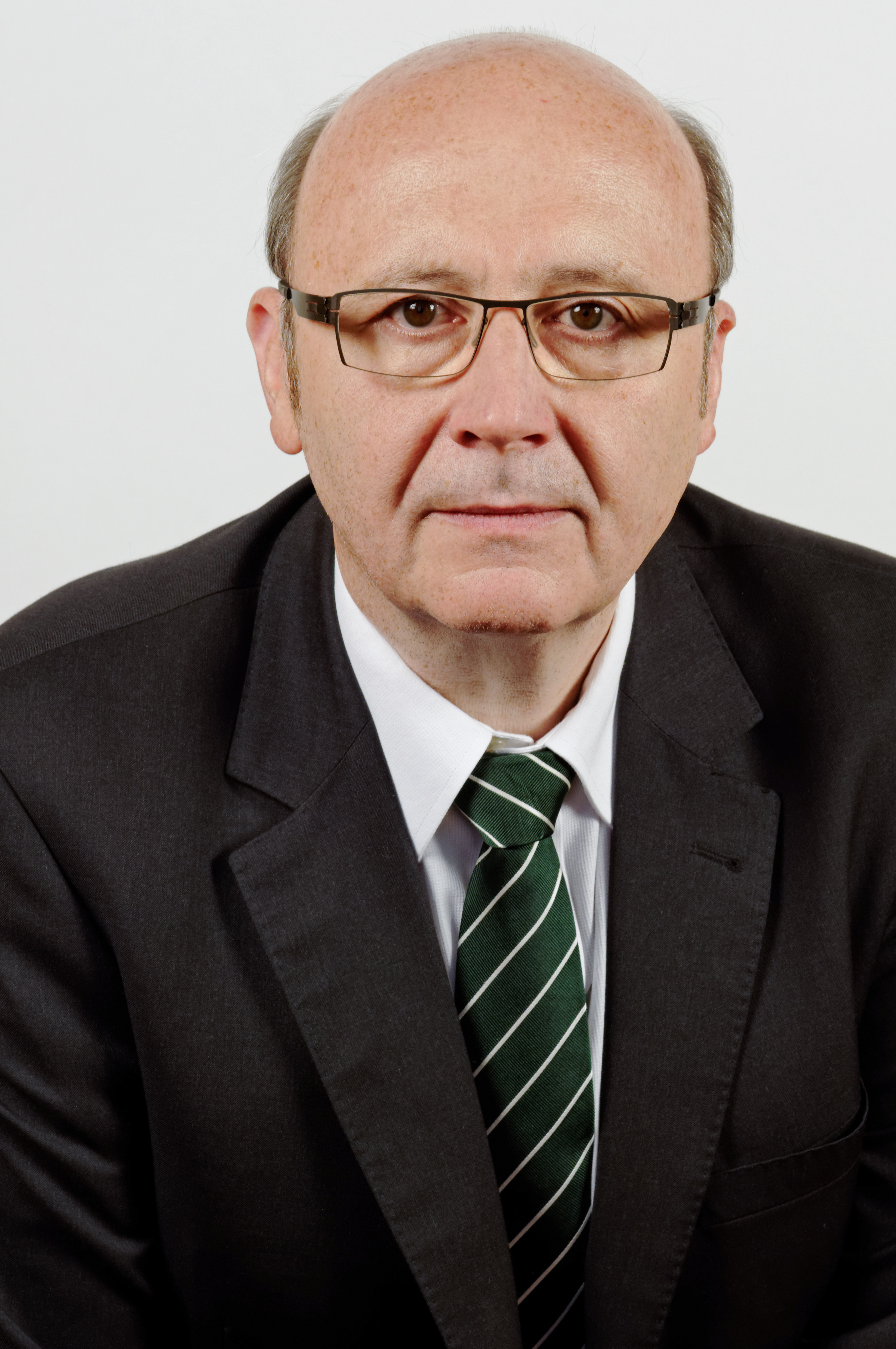
Martin Neumeyer (* 1954)

- Neumeyer, Martin (* 1960), deutscher Politiker (CSU)
- Neumeyer, Max (1920–1993), deutscher Kommunalpolitiker (CSU)
- Neumeyer, Ronald-Mike (* 1961), deutscher Politiker (CDU), MdBB und Senator für Bau, Umwelt und Verkehr in Bremen
- Neumeyer, Silvia (* 1962), deutsche Politikerin (CDU), MdBB

### Neumj
- Neumjarschyzkaja, Alena (* 1980), belarussische Sprinterin

### Neumo
- Neumond, Hartwig (1874–1930), deutscher Jurist
- Neumont, Maurice (1868–1930), französischer Maler und Illustrator

### Neumu
- Neumüller, Benno, deutscher Sportmoderator
- Neumüller, Else (1875–1934), deutsche Porträt- und Genremalerin sowie Kunstlehrerin
- Neumüller, Georg (1806–1868), Gutsbesitzer und Abgeordneter
- Neumüller, Georg (1885–1953), österreichischer Vortragskünstler, Komiker und Volkssänger
- Neumüller, Hans (1908–1953), österreichischer akademischer Maler
- Neumüller, Heinz (1920–1998), deutscher Manager
- Neumüller, Johann Baptist (1799–1840), deutscher Porträtmaler des Biedermeier
- Neumuller, Mathieu (* 2003), französisch-madagassischer Skirennläufer
- Neumüller, Moritz (* 1972), österreichischer Kurator, Kunsterzieher und Medientheoretiker
- Neumüller, Otto (* 1908), österreichischer Kanute
- Neumüller, Otto-Albrecht (1930–2019), deutscher Chemiker
- Neumüller, Ralph Alexander (* 1980), österreichischer Genetiker, Science-Fiction-Schriftsteller und Musiker
- Neumüller, Robert (* 1959), österreichischer Kameramann, Regisseur und Drehbuchautor
- Neumüller, Volker (* 1969), deutscher MusikmanagerVolker Neumüller (* 1969)

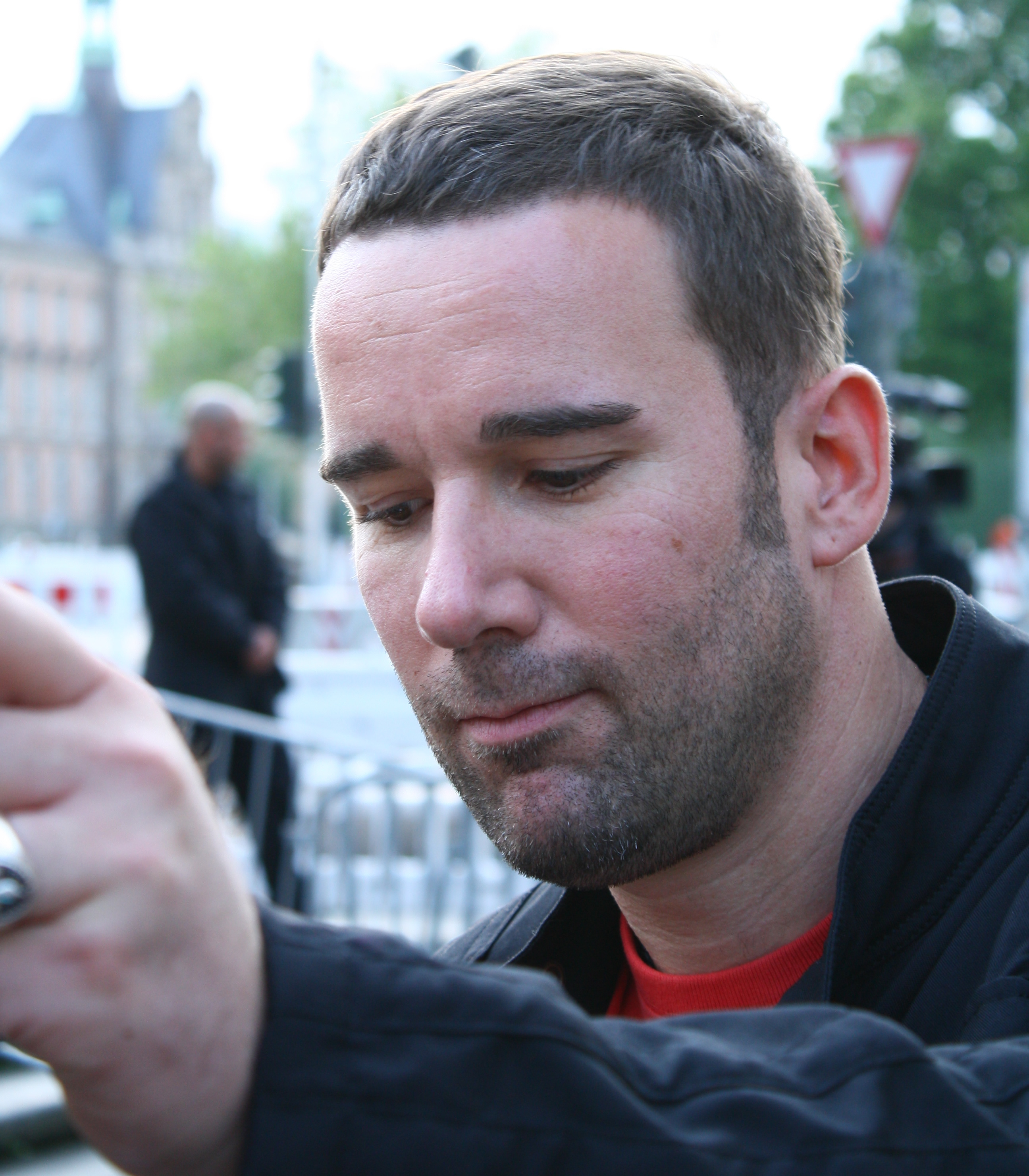
Volker Neumüller (* 1969)

- Neumüller, Willibrord (1909–1978), österreichischer Lehrer, Gelehrter und Schriftsteller
- Neumüllers-Klauser, Renate (1925–2014), deutsche Historikerin